# Château de Chambord
Pour les articles homonymes, voir Chambord.
Le château de Chambord est un château situé dans la commune de Chambord, à 17 km de Blois dans le département de Loir-et-Cher, en région Centre-Val de Loire (France).
Construit au cœur du plus grand parc forestier clos d’Europe (environ 50 km2 ceint par un mur de 32 km de long), il s’agit du plus vaste des châteaux de la Loire. Il bénéficie d’un jardin d’agrément et d’un parc de chasse classés monuments historiques. Qualifié de « diamant caché dans les bois », Chambord est le seul domaine royal encore intact depuis sa création.
Chambord a été considérablement modifié au cours des 28 années de sa construction (1519-1547), pendant lesquelles le chantier a été supervisé par Pierre Nepveu. Le château étant en voie d'achèvement, François Ier exhibe son énorme symbole de richesse et de puissance en accueillant à Chambord son ancien rival, l'empereur Charles Quint.
Le château et son domaine font l'objet de plusieurs classements : inscription au patrimoine mondial de l’Organisation des Nations unies pour l’éducation, la science et la culture (UNESCO) en 1981, ; classement depuis 2000 au sein de la région naturelle du Val de Loire entre Sully-sur-Loire et Chalonnes-sur-Loire ainsi que dans le réseau Natura 2000 en 2006. Le château figure également sur la première liste française de monuments historiques de 1840 et constitue l’une des composantes du réseau des résidences royales européennes.
Le site est géré sous le statut d'établissement public à caractère industriel et commercial (EPIC) depuis 2005.

## Étymologie
Le nom Chambord – du gaulois cambo-rito – signifie « passage sur la courbe » ; c’est un gué dans la courbe d’une rivière. Ce gué crée un marécage sur lequel est construit un pont mentionné dès 1307 dans le testament du comte de Blois, Hugues II de Blois-Châtillon, alors propriétaire du terrain.

## Géographie
Le château est situé dans la région naturelle de la Sologne, sur une courbe du Cosson, petit affluent du Beuvron, lui-même affluent de la Loire, à environ 6 km de la rive gauche de la Loire.
Il est positionné à 14 km à l’est de Blois, à 47 km au sud-ouest d’Orléans et 164 km au sud-sud-ouest de Paris, dans le territoire de la commune française de Chambord, l’arrondissement de Blois, le département de Loir-et-Cher et la région Centre-Val de Loire.
Les lignes d’autocars 2 et 18 du réseau départemental de mobilité interurbaine (RÉMI) desservent le domaine de Chambord depuis la gare de Blois.
La RD33 traverse le domaine. La sortie 16 de l’autoroute A10 est située à 14 km au nord du château.

Le château se situe dans la partie ouest du Domaine national de Chambord (rectangle). La zone colorée au nord-ouest désigne la partie du parc ouverte au public ; la ligne bleue figure le mur d’enceinte du domaine.

## Histoire

### Moyen Âge
Dès la fin du Haut Moyen Âge, Chambord accueille un château fort, au Xe siècle, destiné aux comtes de Blois. Thibault VI et sa veuve y signent notamment des chartes à la fin du XIIe et au début du XIIIe siècle. Le château, situé à une lieue au nord de celui de Montfrault, bénéficie d'une localisation préférentielle par les comtes[pas clair].
Comme l’ensemble des possessions des comtes de Blois, le château de Chambord passe de la maison de Châtillon à celle des ducs d’Orléans en 1397, avant d’être rattaché à la couronne de France lorsque Louis d’Orléans devient Louis XII de France en 1498, le petit château fort étant déjà à cette époque une maison de plaisance et de chasse.

### Époque moderne

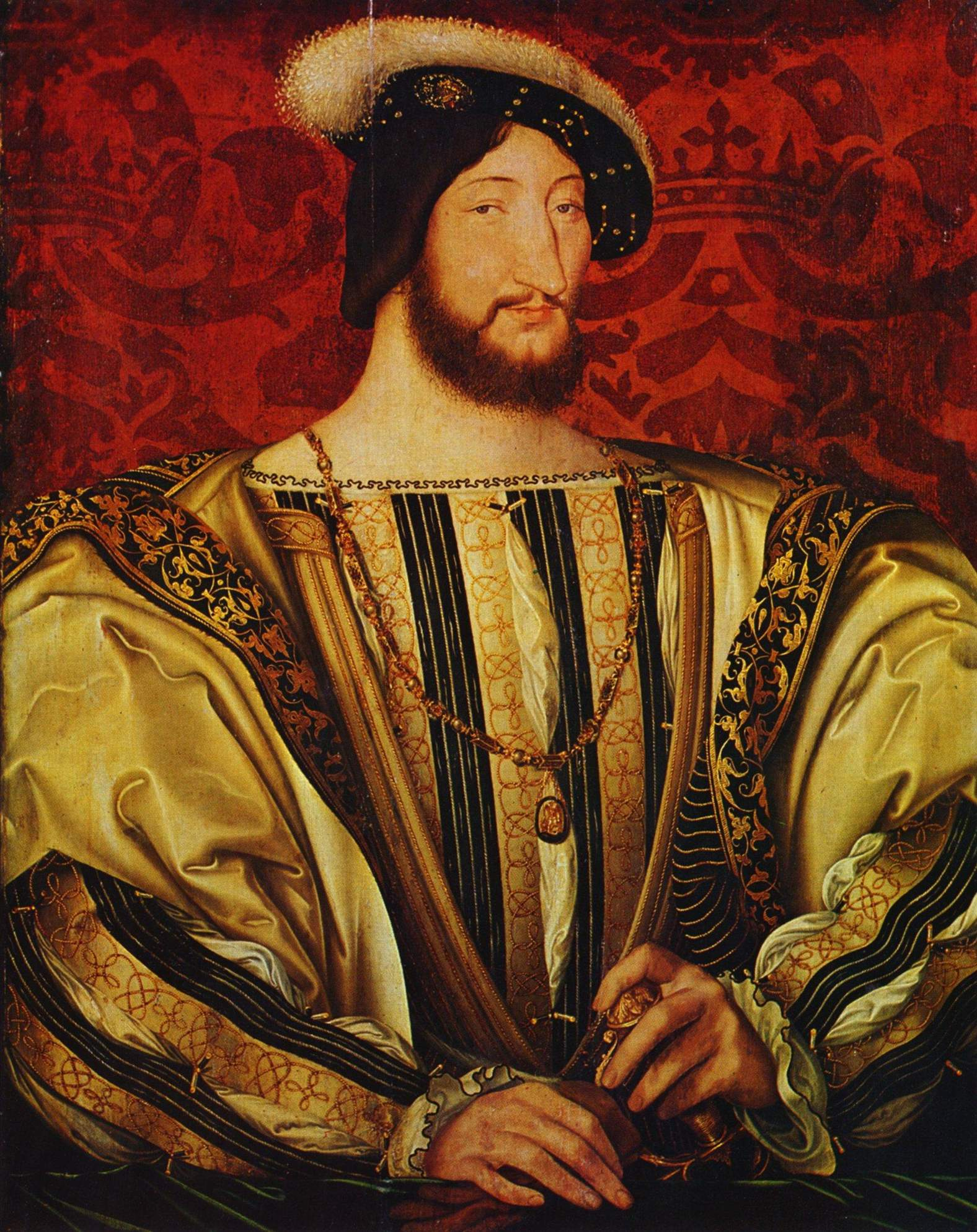
Portrait de François Ier, réalisé par Jean Clouet vers 1525.

#### XVIesiècle, début des travaux. Le vœu de FrançoisIer
En 1516, François Ier, roi de France depuis 1515, auréolé de sa victoire à Marignan, décide la construction d’un palais à sa gloire, à l’orée de la forêt giboyeuse de Chambord. Le désir du roi est de réaliser une ville nouvelle à Romorantin sur les plans de Léonard de Vinci et à Chambord un grand édifice dans le style néoplatonicien. Le projet se nourrit de l’humanisme d’Alberti, qui a défini les principes de l’architecture Renaissance, dans son traité De re aedificatoria, inspiré de l’architecte romain Vitruve. Il repose sur la géométrie, les rapports mathématiques et la régularité,.
Le 6 septembre 1519 est l’acte de naissance de Chambord lorsque François Ier donne commission à François de Pontbriand, son chambellan, d’ordonner toutes les dépenses qu’il y aurait à faire pour la construction du château. Dès lors s’ouvre sur le site de Chambord le chantier d’une immense création architecturale, qui doit initialement servir non pas d’une résidence permanente, mais d’un nouveau château de chasse en annexe du château de Blois et que le roi n’habitera que 42 jours en 32 ans de règne : le projet primitif ne présente qu’un château-donjon accolé au milieu d’un des grands côtés d’une enceinte rectangulaire, le donjon étant un corps cantonné sur tous les étages de quatre tours rondes et à chaque étage cantonné de quatre salles formant une croix. Cette nouvelle « merveille du monde » est destinée à immortaliser son constructeur, François Ier, le « prince architecte ». Les archives sur la genèse du plan de Chambord ne sont pas conservées, mais il est probable que Léonard de Vinci, installé à Amboise à la fin de l’année 1516, y fût associé, ainsi que l’architecte Domenico Bernabei da Cortona dit Boccador.
Les travaux débutent par la destruction de plusieurs bâtiments, dont l’ancien château des comtes de Blois et l’église du village, et par la réalisation des fondations du donjon carré flanqué de quatre tours ; unique bâtiment prévu à l’origine. Interrompu entre 1525 et 1526, période des catastrophes que sont la défaite de Pavie et l’incarcération du roi à Madrid, le chantier reprend à partir de 1526. Le roi modifie son projet par l’adjonction de deux ailes latérales au donjon primitif, dont l’une doit accueillir son logis. 1 800 ouvriers auraient travaillé à la construction du château dont le plan a été simplifié : l’escalier central passant de 4 à 2 volées, et les rues centrales initialement ouvertes, refermées (comme l’architecte Félibien et l’historien Bernier vont le recueillir, lors de leur enquête en 1680 dans le Blaisois, et comme le confirment les analyses archéologiques en cours). Plusieurs maîtres-maçons se succèdent ou travaillent simultanément, par exemple Jacques Sourdeau, Pierre Nepveu et Denis Sourdeau.
Le donjon est achevé lorsque l’empereur du Saint-Empire romain germanique, Charles Quint, grand rival du roi de France, est accueilli à Chambord par François Ier, dans la nuit du 18 au 19 décembre 1539, alors qu’il quitte l’Espagne pour Gand, sa ville natale, qu’il veut châtier d’avoir refusé sa contribution aux frais de guerre. Le cortège est reçu par des ballets et des jonchées de fleurs dans un somptueux décor de tapisseries,.
L’aile royale à la pointe Nord de l’enceinte du château est achevée en 1544. Une galerie extérieure portée sur des arcades et un escalier à vis sont ajoutés vers 1545, alors que se poursuivent les travaux de l’aile symétrique (aile de la chapelle), et d’une enceinte basse fermant au sud la cour, à la manière d’une forteresse médiévale, comme au château de Vincennes.
François Ier meurt en 1547. Le roi a finalement passé très peu de temps à Chambord (42 jours au total en 32 ans de règne). Il a pris l’habitude de disparaître en forêt pour y chasser en compagnie d’un petit groupe d’intimes - composé de beaucoup de dames - que les contemporains appellent la « petite bande » du roi,.
Les travaux de l’aile de la chapelle se poursuivent sous le règne de Henri II, mais ils sont interrompus par sa mort en 1559. Le traité de Chambord est signé en 1552 au château entre le roi et des princes allemands s’opposant à Charles Quint.
La période qui suit ne bénéficie pas au château. Les séjours royaux se raréfient pendant une centaine d’années, alors que l’édifice continue de susciter l’admiration de ses visiteurs. Des travaux de consolidation sont réalisés en 1566 sous le règne de Charles IX, mais Chambord se révèle trop éloigné des lieux de séjours habituels de la Cour et semble promis à une lente disparition. Henri III, puis Henri IV, n’y résident pas et n’y entreprennent pas de travaux.

#### XVIIesiècle, l’achèvement du projet de FrançoisIer

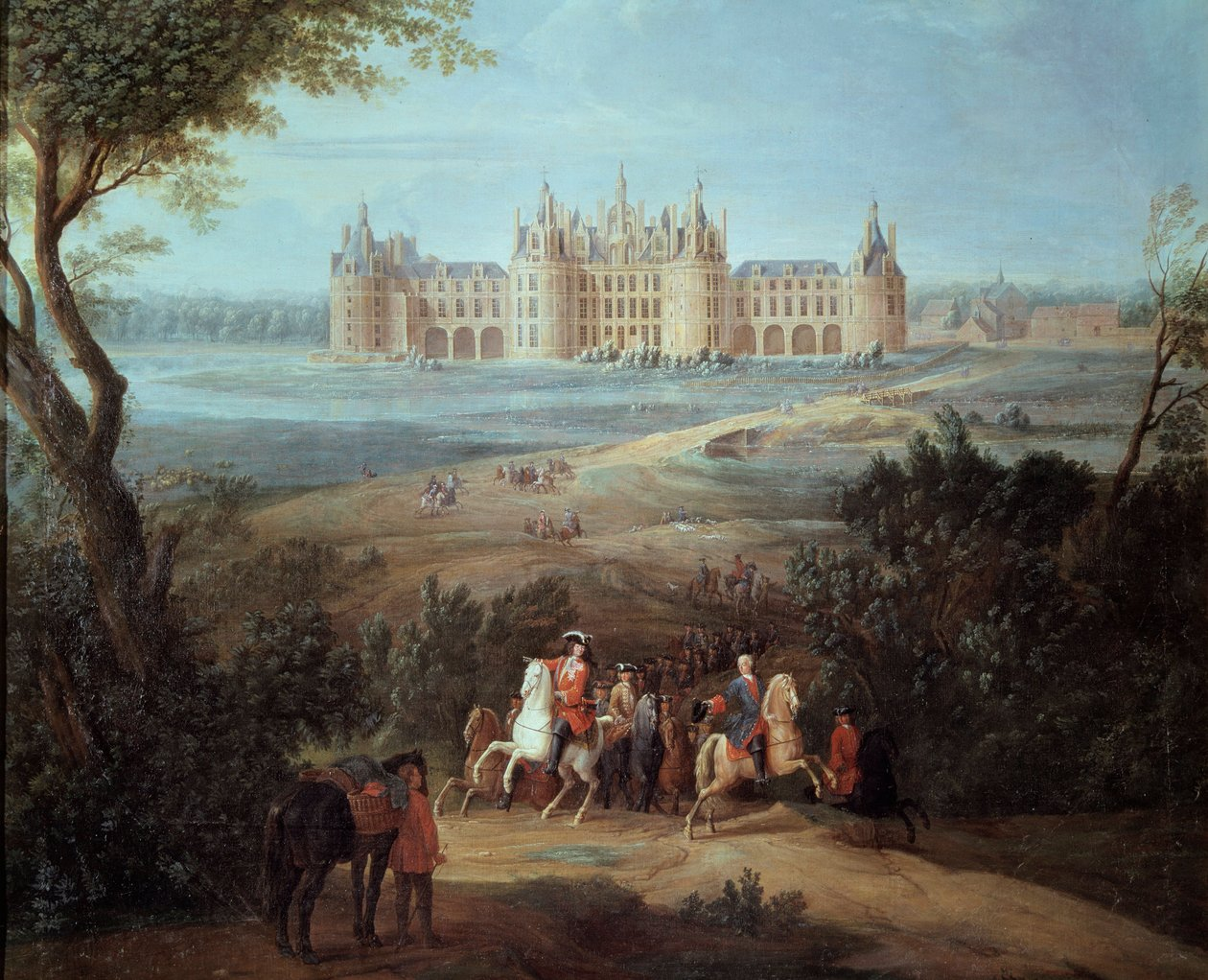
Tableau représentant le château et son domaine réalisé en 1722 par Pierre-Denis Martin.

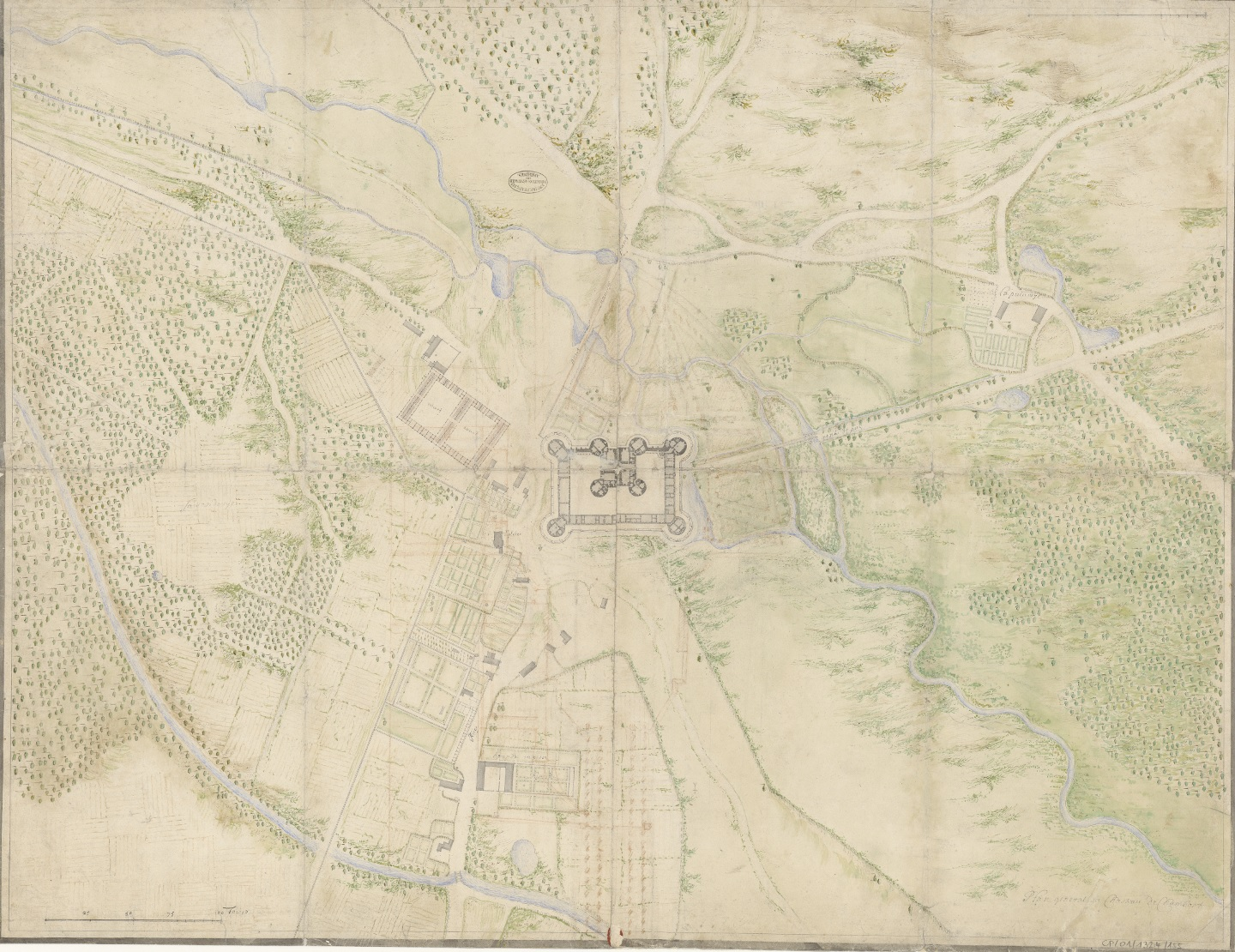
Plan du rez-de-chaussée du château de Chambord et de ses abords, s.d. [1682] Archives nationales.

Louis XIII ne se rend que deux fois à Chambord. La première fois en 1614, à l’âge de treize ans. Puis en 1616, alors qu’il rentre de Bordeaux avec la nouvelle reine Anne d’Autriche.
À partir de 1639, le château est occupé par le frère du roi exilé dans le Blésois. Gaston d’Orléans avait reçu en apanage le comté de Blois en 1626. Ce dernier y entreprend des travaux de restauration entre 1639 et 1642, notamment l’aménagement d’un appartement, des aménagements dans le parc et des travaux d’assainissement des marais alentour. Mais la chapelle demeure toujours sans toiture à cette époque.
Il faut attendre l’avènement de Louis XIV pour que soit achevé le projet de François Ier. Le Roi-Soleil comprend le symbole que représente Chambord, manifestation du pouvoir royal, dans la pierre et dans le temps. Il confie les travaux à l’architecte Jules Hardouin-Mansart, qui, entre 1680 et 1686, achève l’aile ouest, la toiture de la chapelle (la plus grande pièce du château), ainsi que l’enceinte basse, qui est couverte d’un comble brisé destiné aux logements du personnel.
Louis XIV fait neuf séjours au château, le premier en 1650 et le dernier en 1685. Le Roi se rend parfois à Chambord accompagné par la troupe de Molière qui y joue devant lui deux comédies-ballets accompagné de musiques de Jean-Baptiste Lully et de chorégraphies de Pierre Beauchamps : Monsieur de Pourceaugnac est joué le 6 octobre 1669 et Le Bourgeois gentilhomme le 14 octobre 1670 à l’occasion de la venue en France d’une ambassade turque.
Louis XIV fait aménager, au premier étage du donjon, le long de la façade nord-ouest donnant sur le parc, un appartement, comprenant une antichambre, un salon des nobles et une chambre de parade. À cet effet, deux logis du plan initial sont réunis par l’adjonction du vestibule nord-ouest, qui est fermé du côté du grand escalier.
Il réside à Chambord en présence de Madame de Maintenon en 1685, mais les séjours de la cour se font rares depuis qu’elle s’est fixée à Versailles.
Le règne de Louis XIV voit également la création d’un parterre devant la façade Nord ainsi que le canal du Cosson.

#### XVIIIesiècle, hôtes de marque et gouverneurs
Le 10 décembre 1700, Philippe V futur roi d’Espagne effectue une visite au château en compagnie des ducs de Berry et de Bourgogne.
Le roi Louis XV, dispose du château pour y loger son beau-père Stanislas Leszczyński, roi de Pologne en exil, entre 1725 et 1733. En 1729 et 1730, au moins, le compositeur Louis Homet, alors en place à Orléans, est à son service en tant que maître de musique. Le 25 août 1733, le roi de Pologne et sa femme quittent l’inconfortable château de Chambord pour gagner les duchés de Lorraine et de Bar, qu’ils ont reçus à titre viager.

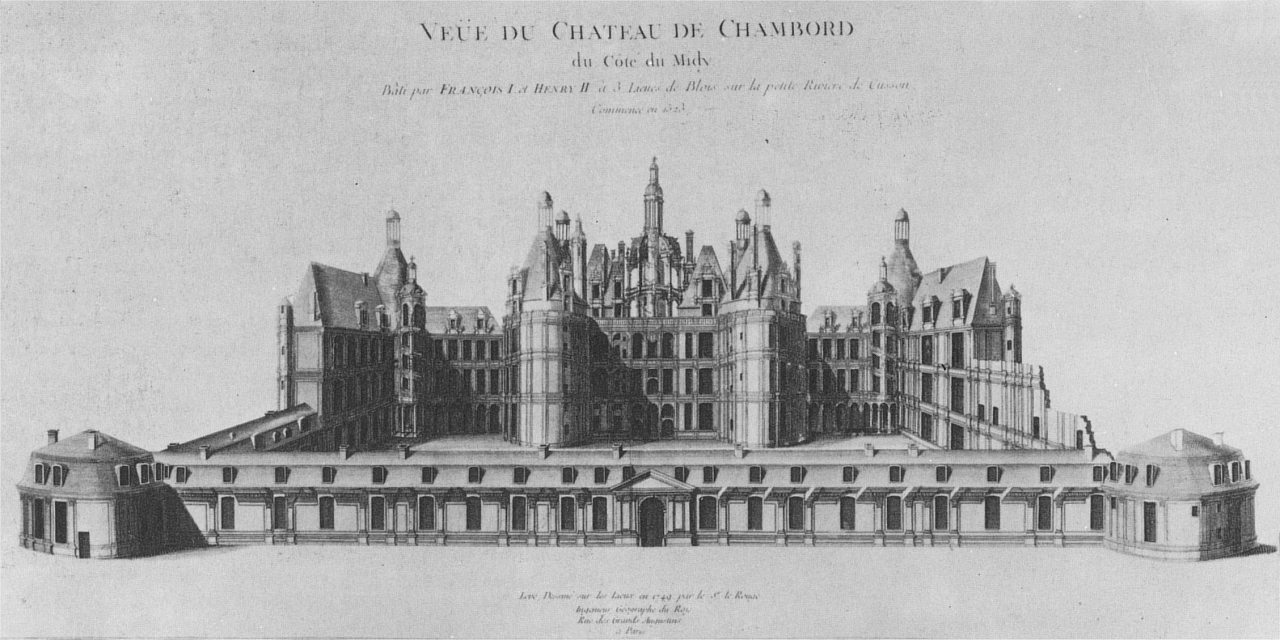
Gravure représentant la façade sud du château réalisée par Georges Louis Le Rouge en 1749.

Le château reste inhabité pendant 12 ans, puis le 25 août 1745, Louis XV en fait don au maréchal de Saxe qui en devient gouverneur à vie, avec 40 000 livres de revenus. Il y fait notamment construire des casernes pour son régiment. Il y réside à partir de 1748 et y meurt le 30 novembre 1750.
La nécessité d’apporter confort et chaleur à l’édifice pousse ces différents occupants à meubler de façon permanente le château et à aménager les appartements avec des boiseries, faux plafonds, petits cabinets et poêles.
Après la mort de Maurice de Saxe en 1750, le château ne fut plus habité que par ses gouverneurs. August Heinrich von Friesen (1727-1755) neveu du maréchal de Saxe, meurt au château le 29 mars 1755, puis se succédèrent le marquis de Saumery jusqu’en 1779, puis le marquis de Polignac, chassé par la Révolution en 1790.
À la Révolution française, les habitants des villages limitrophes se livrent à un saccage du domaine. Les grands animaux sont décimés, les arbres coupés ou ravagés par le pacage des troupeaux. Les dévastations sont telles qu’un détachement du Régiment Royal-Cravates cavalerie est envoyé pour faire arrêter les pillages en mai 1790 puis un détachement du 32e régiment d’infanterie en 1791, pour rétablir un semblant d’ordre. Entre octobre et novembre 1792, le gouvernement révolutionnaire fait vendre le mobilier qui n’a pas été volé, les enchères s’accompagnant de pillages nocturnes. Les fenêtres et les portes sont arrachées ainsi que les plombs ornant les combles du donjon. Un état des lieux dressé le 29 prairial an IV, (17 juin 1796) confirme le désastre, mais le monument échappe à la destruction.

### Époque contemporaine

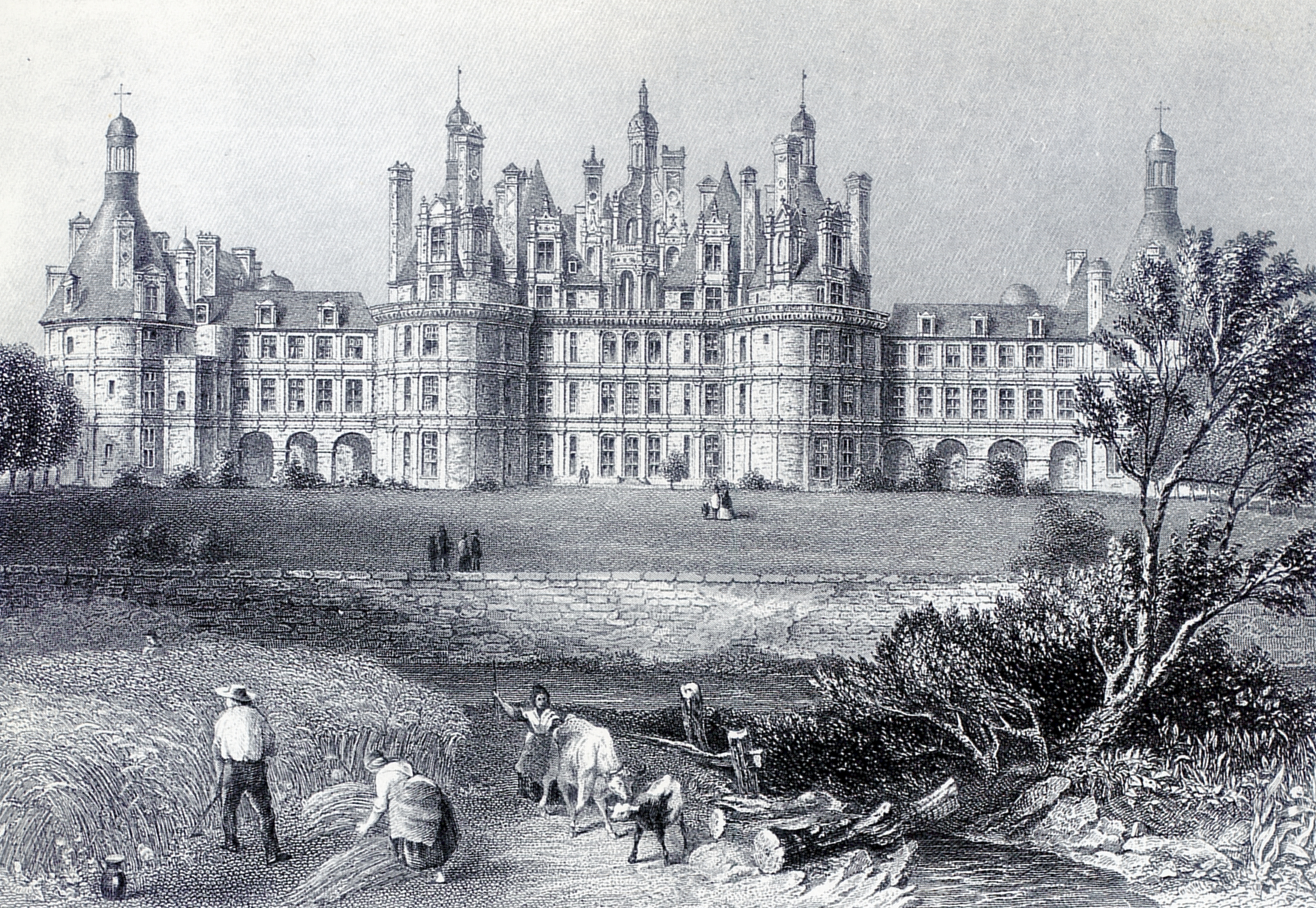
Gravure représentant la façade nord du château vers 1860.

#### XIXesiècle, une demeure privée
Le 13 messidor, an X (2 juillet 1802), le premier consul Napoléon Bonaparte attribue le château à la quinzième cohorte de la Légion d’honneur, mais ce n’est que deux ans plus tard que le général Augereau visite finalement le château dévasté par les pilleurs, et dans un état de délabrement avancé. Pour sauver le domaine, il fait fermer les portes du parc et réparer l’enceinte, en dépit des protestations de la population.
Sous le Premier Empire, l’empereur Napoléon Ier décide de créer au château une maison d’éducation pour les filles des titulaires de la Légion d’honneur, en 1805, mais cette décision reste sans suite. Le château est soustrait à la Légion d’honneur et réuni à la couronne, avant d’être rebaptisé « principauté de Wagram » et donné le 15 août 1809 au maréchal Louis-Alexandre Berthier, prince de Neuchâtel et Wagram, en récompense de ses services, avec une rente de 500 000 francs. Berthier ne vint qu’une fois à Chambord en 1810, pour une partie de chasse. À sa mort en 1815, le château est mis sous séquestre avant d’être mis en vente en 1820 par sa veuve Élisabeth de Bavière, incapable de faire face aux dépenses.
En 1821, le domaine de Chambord est acquis par une souscription nationale, pour être offert au petit-neveu de Louis XVIII, le jeune Henri d’Artois, duc de Bordeaux, né l’année précédente, sept mois après l’assassinat de son père, le duc de Berry. À la chute de Charles X, son petit-fils le prince Henri (qui deviendra en 1844 le chef de la branche aînée des Bourbons) reçoit pour l’exil le titre de courtoisie de « comte de Chambord » (tandis que son grand-père et son oncle prennent, respectivement, ceux de « comte de Ponthieu » et de « comte de Marnes »). Les régimes successifs de la monarchie de Juillet, puis du Second Empire, le tiennent éloigné du pouvoir et de la France. Mais à distance le prince est attentif à l’entretien de son château et de son parc. Il fait administrer le domaine par un régisseur et il finance de très importantes campagnes de travaux ; restauration des bâtiments et travaux d’aménagement du parc de chasse. Le château est officiellement ouvert au public. Pendant la guerre de 1870 il sert d’hôpital de campagne, et en 1871 le comte de Chambord y réside très brièvement. C’est depuis le château qu’il publie un manifeste aux Français, appelant à la restauration de la monarchie et du drapeau blanc. À sa mort en 1883, le château passe par héritage aux princes de Bourbon de Parme ses neveux : Robert Ier (1848-1907), duc détrôné de Parme et de Plaisance, et son frère Henri de Bourbon-Parme (1851-1905), comte de Bardi. À la mort de Robert de Parme en 1907, il se transmet dans sa descendance à son troisième fils Élie de Bourbon (1880-1959), qui deviendra duc de Parme et de Plaisance en 1950.

#### XXesiècle, le domaine national de Chambord

La façade nord du château de Chambord.

Mis sous séquestre pendant la Première Guerre mondiale, le domaine de Chambord est acheté onze millions de francs-or le 13 avril 1930, par l’État français au prince Élie de Bourbon (frère du « duc de Parme » Henri de Bourbon). C’est à cette époque que le toit mansardé qui couvrait l’enceinte basse du château, datant du règne de Louis XIV, est supprimé. L’État français justifiant ce choix par un souci de présenter l’ensemble des bâtiments dans son état le plus proche de la Renaissance. La gestion et l’exploitation est partagée entre l’administration des domaines, les Eaux et forêts, et les monuments historiques. Cette décision est entérinée après la Seconde Guerre mondiale le 19 juillet 1947.
Dès le début de la Seconde Guerre mondiale, le château devient le centre de triage des trésors des musées nationaux de Paris et du Nord de la France, qu’il faut évacuer et protéger des bombardements allemands. Des conservateurs et des gardiens montent alors la garde pour défendre certaines œuvres du musée du Louvre entreposées dans le château. Certaines comme La Joconde ne restent que quelques mois, mais d’autres demeurent à Chambord pendant toute la durée de la guerre. Ainsi, dès le 28 août 1939, La Joconde part pour Chambord, accompagnée de 50 autres tableaux exceptionnels. Ce sont bientôt 37 convois, et 3 690 tableaux qui quittent ainsi le Louvre pour Chambord, puis vers des refuges situés plus au sud, tel le château de Saint-Blancard (Gers), où furent entreposées des œuvres du département des Antiquités égyptiennes,,. Des œuvres du château de Versailles furent également stockées à Chambord.
Après avoir échappé de peu aux bombardements, au crash d’un bombardier B-24 américain en 1944, et à un incendie, le 7 juillet 1945 qui réduit en cendres les combles du canton sud, c’est avec le rapatriement progressif des œuvres du Louvre vers Paris, en 1947 que commence une grande remise à niveau de près de trente ans, menée dès 1950 sous la direction de l’architecte Michel Ranjard puis par Pierre Lebouteux, à partir de 1974. Une balustrade en pierre est créée à l’attique de l’enceinte basse du château, à partir de 1950.
Les combles sont reconstruits entre 1950 et 1952, la tour de la chapelle restaurée entre 1957 et 1960, ainsi que le logis de François Ier en 1960 et les offices en 1962. Dans le parc, le canal est de nouveau creusé en 1972 et les fausses braies dégagées.
En 1981, le domaine est classé au patrimoine mondial de l’UNESCO.
Les travaux recommencèrent en 1998, sous la direction de Patrick Ponsot, pour la réfection des terrasses, des balustrades des donjons ainsi que de l’aile antérieure des offices.
Des spectacles dits Son et lumières se déroulent au domaine depuis le 30 mai 1952.

#### XXIesiècle

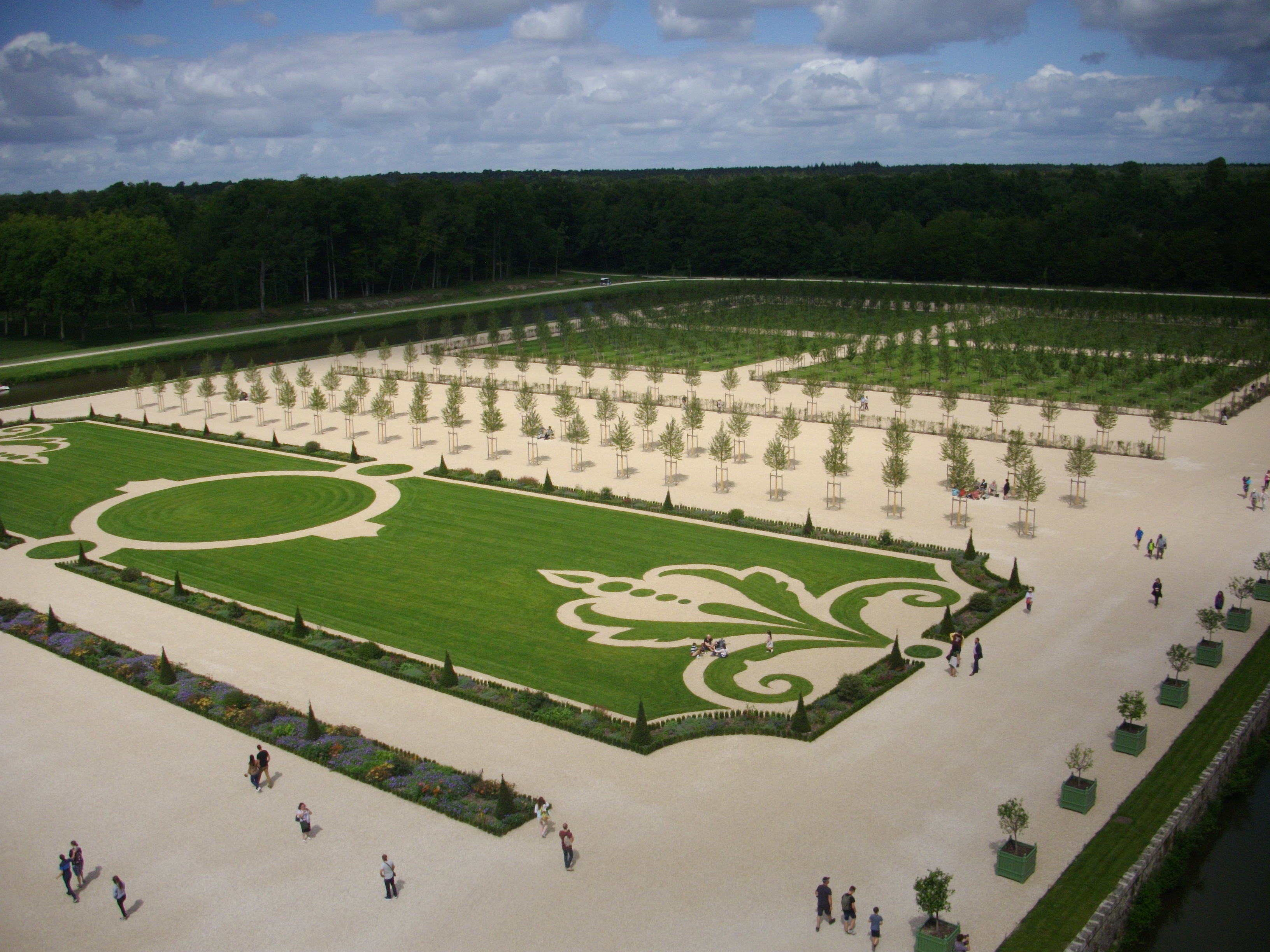
Les jardins à la française reconstitués en 2017.

Au début du mois de juin 2016, une crue importante du Cosson inonde les parterres nord et la cour royale du château. Le château est fermé aux visiteurs pendant une semaine.
De août 2016 à mars 2017 sont reconstitués les jardins à la française. Commandés par Louis XIV et achevés sous le règne de Louis XV, ces jardins ont existé pendant plus de deux siècles avant de disparaître progressivement. Intégralement restitués en 2017, grâce au mécénat de 3,5 millions d’euros de l’américain Stephen A. Schwarzman, fondateur du fonds d’investissement Blackstone, ils occupent six hectares et demi au nord et à l’est du château.
En 2019, une exposition intitulée « Chambord, 1519-2019 : l'utopie à l’œuvre » est organisée à l’occasion des 500 ans du château.

## Architecture

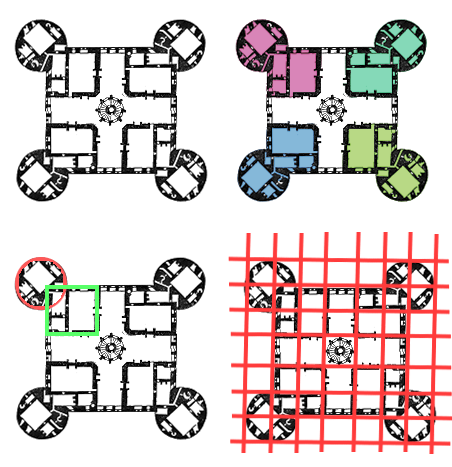
Plan illustrant le concept initial du Château, avant l’ajout postérieur des ailes et de l’enceinte. L’édifice original s’articule autour de l’escalier central à double-hélice, point de symétrie centrale. Chaque étage s’organise en quatre logis identiques (appelés cantons), ainsi, si le bâtiment avait dû effectuer une révolution de 90°, il s’en trouverait inchangé. Un logis, prévu pour recevoir un seigneur, sa famille et ses domestiques, est construit de la rencontre d’un cercle et d’un carré. Enfin, tout le château (futur donjon) s’inscrit dans une trame orthogonale avec l’escalier central comme unité.

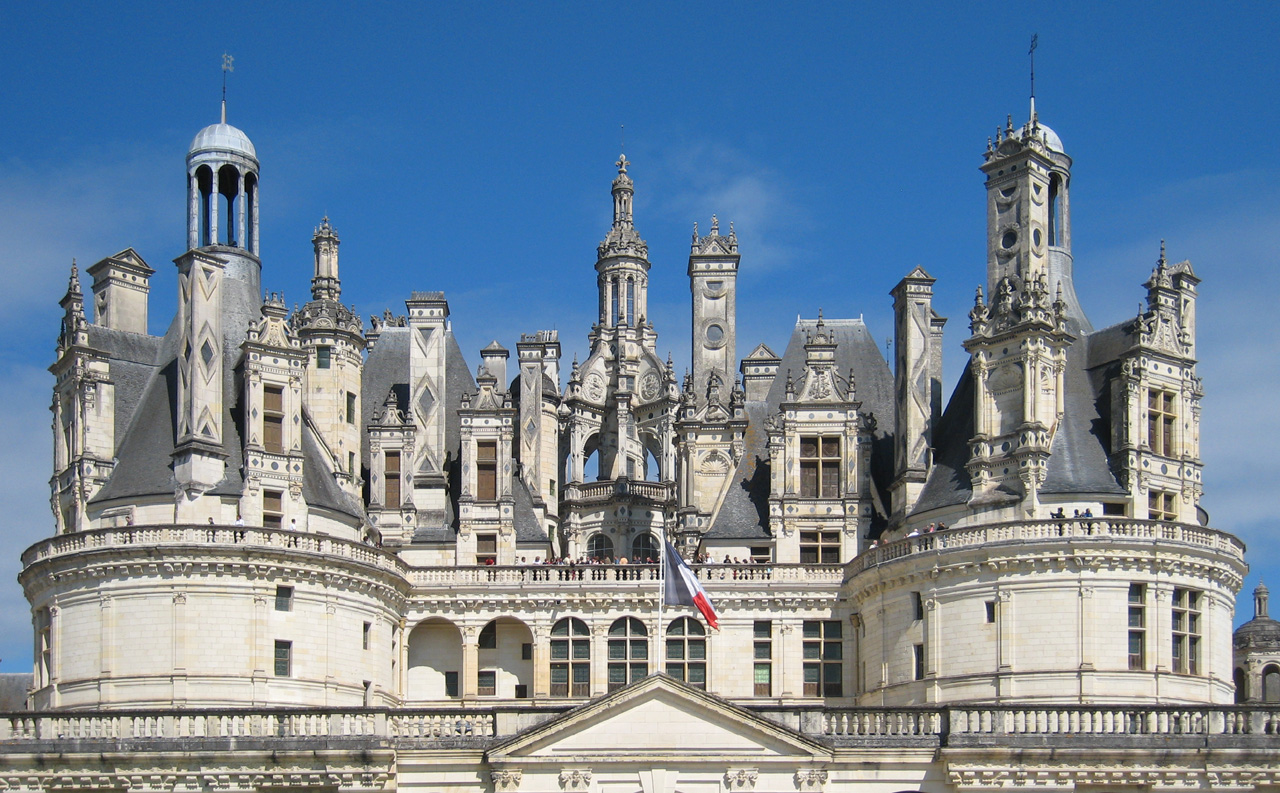
Vue des toits et des cheminées. À remarquer la non-symétrie axiale de la façade du donjon.

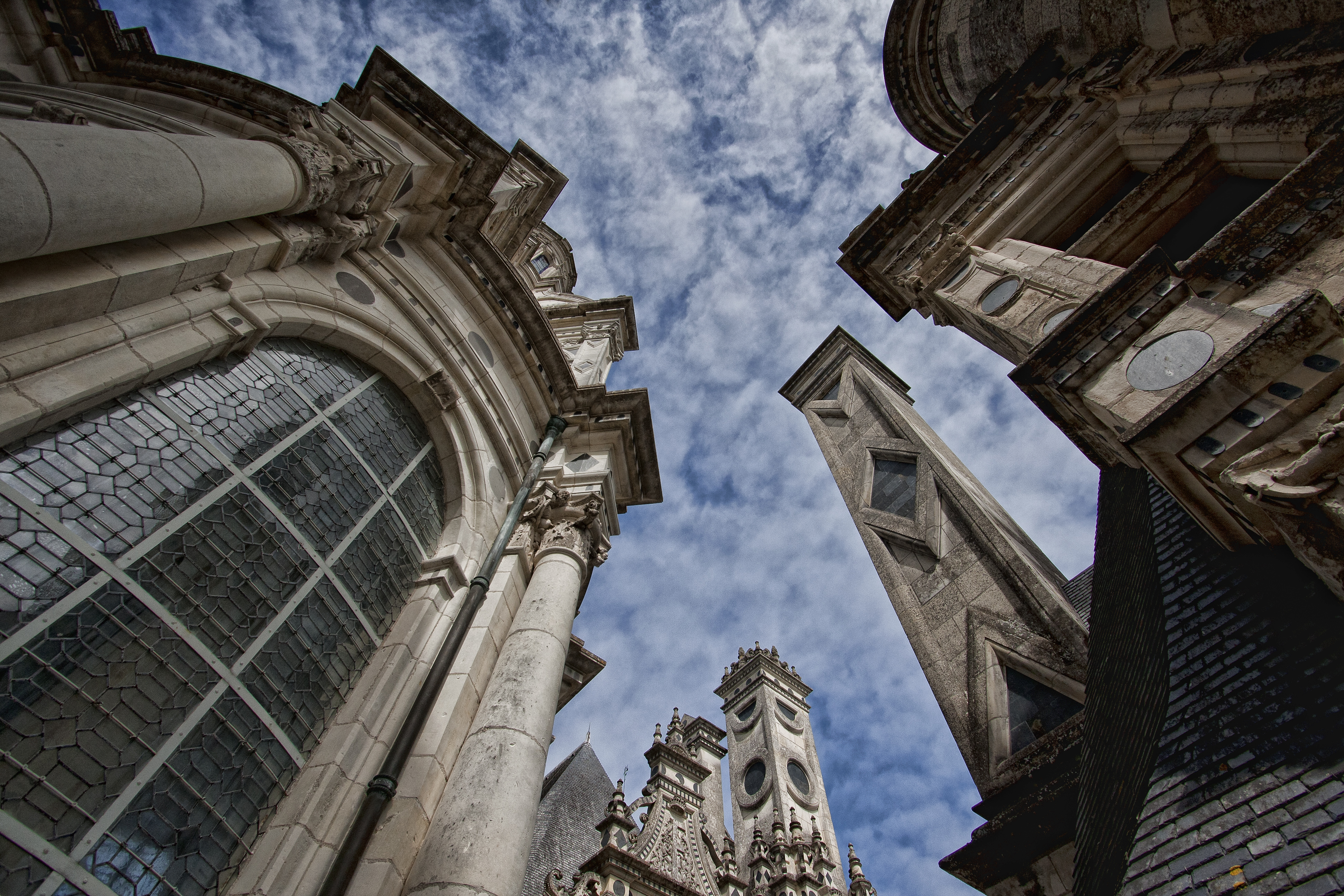
Vue sur le toit de Chambord.

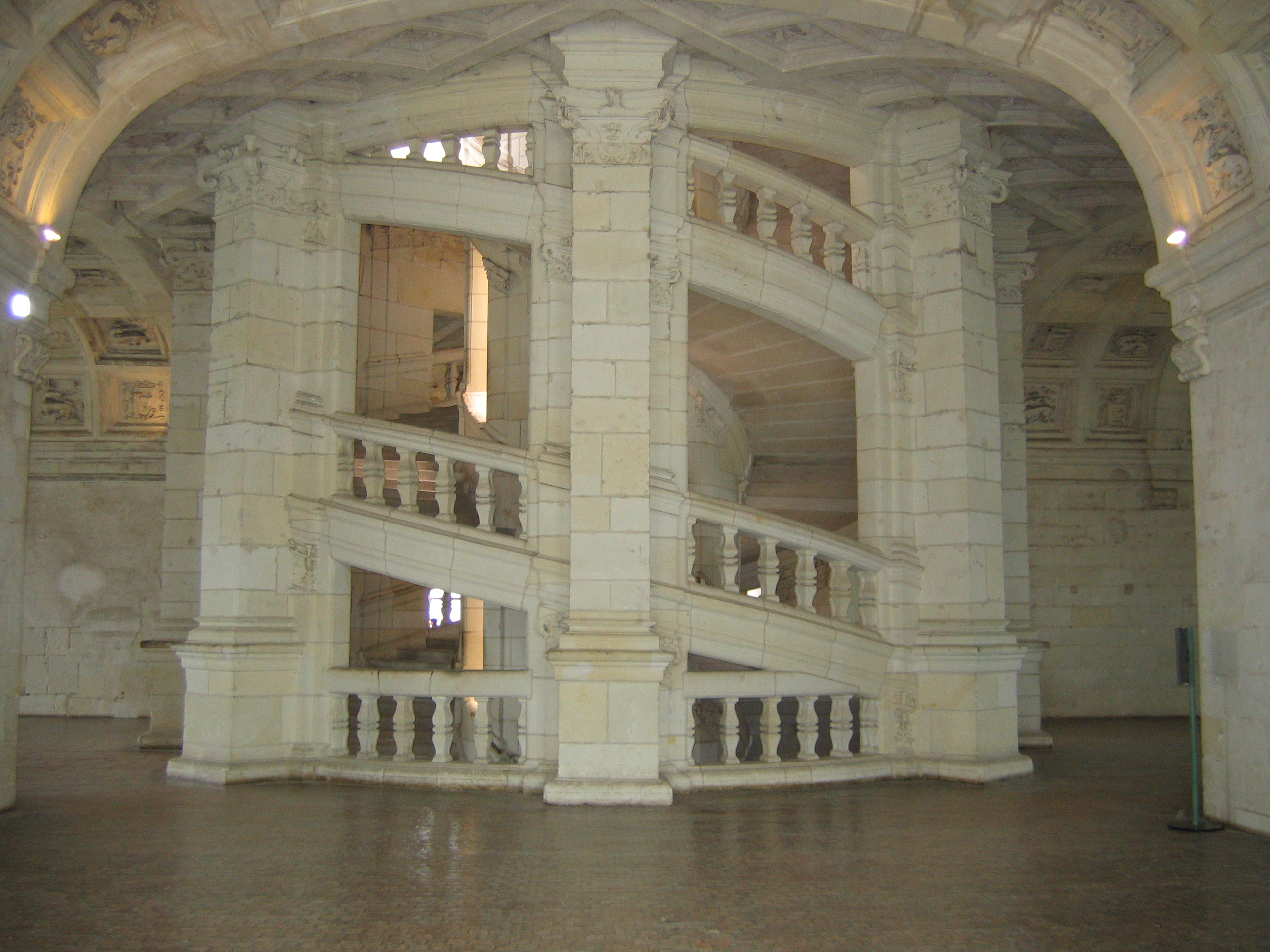
Escalier à double révolution.

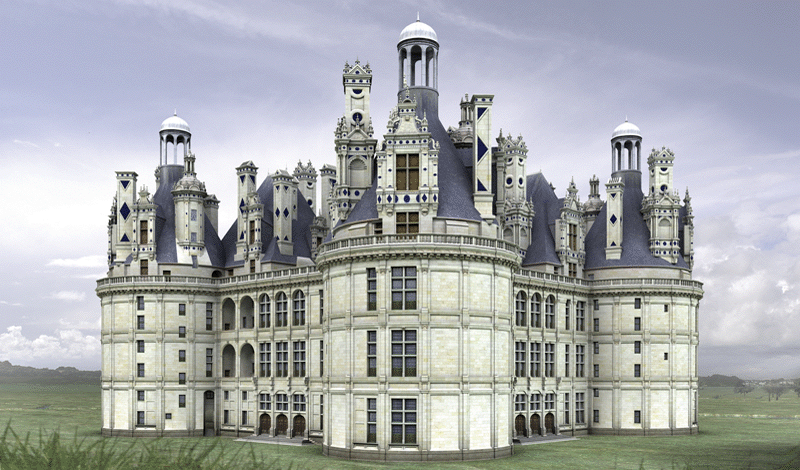
Hypothèse de restitution du projet originel : application du plan giratoire sur l’élévation du donjon actuel, avec ajout des portes triples décrites par l’ambassadeur du Portugal vers 1541 et suppression d’une lucarne tardive.

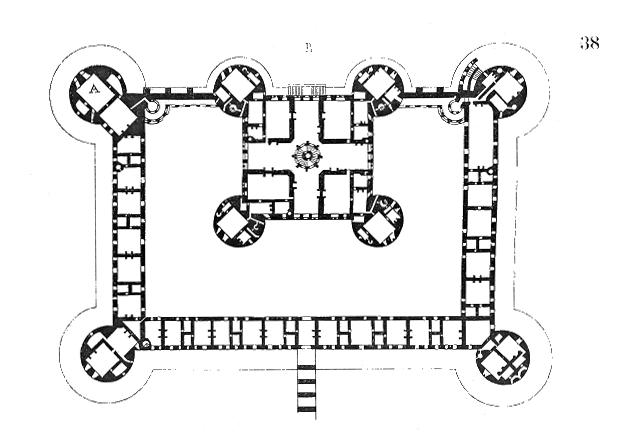
Plan du château paru dans le Dictionnaire raisonné de l’architecture française du d’Eugène Viollet-le-Duc (1856).

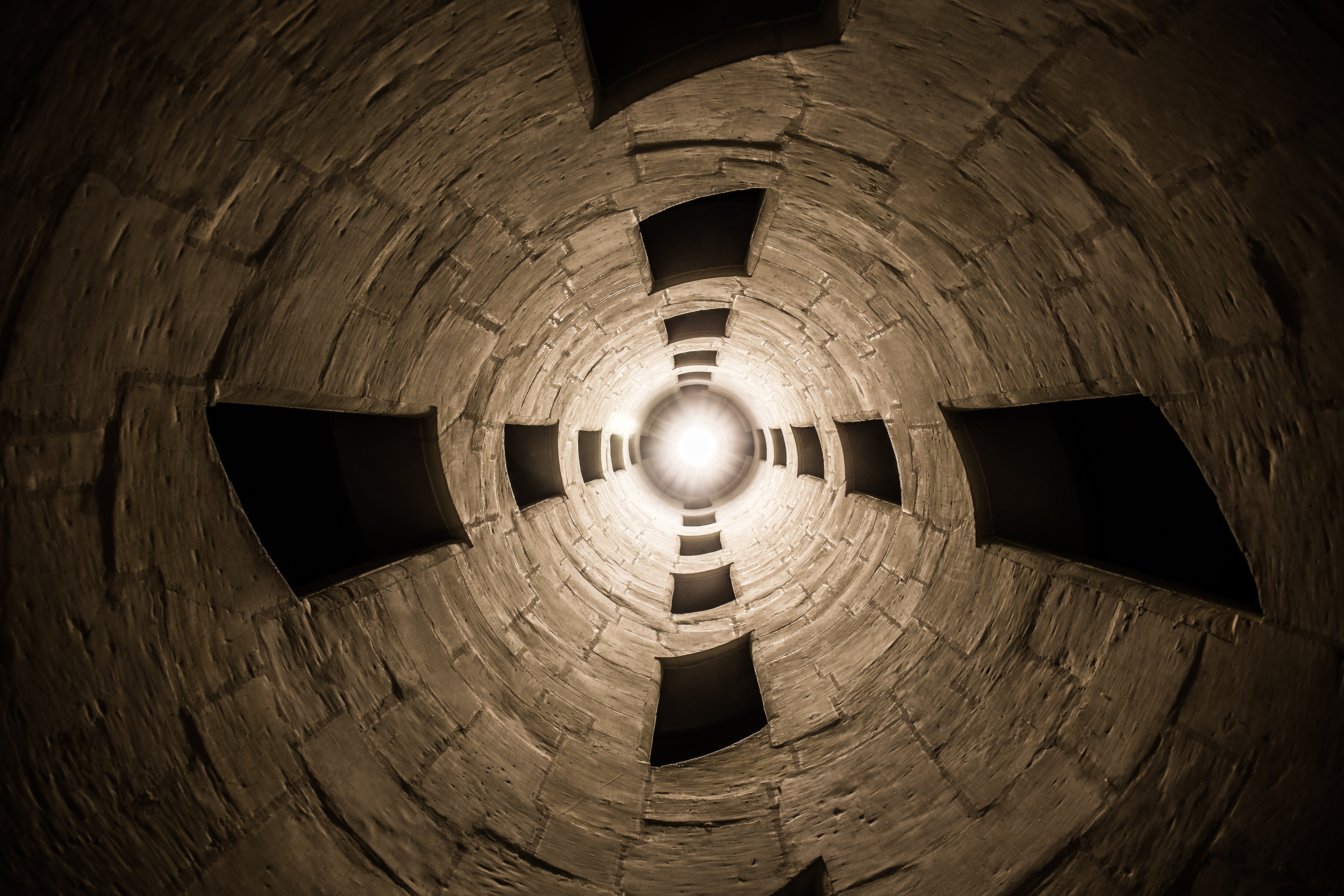
Escalier à double révolution de Chambord (vue en contre-plongée au centre des escaliers).

L'histoire de la construction se divise en deux parties : celle du donjon et celle du pourtour. La première commence en 1519 et les travaux touchent à leurs fins en 1538. La seconde partie va de 1538 aux environs de 1550.
Conçu sur le modèle médiéval des châteaux forts avec son enceinte et ses grosses tours d’angle, il est nettement inspiré par le style gothique (ornementation des parties hautes qui s’élancent dans le ciel avec les cheminées et les tourelles d’escalier), mais il possède surtout une silhouette très spécifique qui en fait l’un des chefs-d’œuvre architecturaux de la Renaissance : 156 mètres de façade, 56 mètres de hauteur, donjon de 44 mètres, 426 pièces, 77 escaliers, 282 cheminées et 800 chapiteaux sculptés.

### Architectes
Si plusieurs architectes ont travaillé à l’édification du château — dont le projet initial fut remanié par l’ajout d’ailes au donjon — il n’existe aucun document d’époque mentionnant le nom du ou des architectes originaux, à l’exception de François Ier qui fut personnellement impliqué dans la conception du bâtiment. Cela étant, il est probable que Chambord soit sorti en partie de l’imagination féconde de Léonard de Vinci, qui travaillait alors comme architecte de la cour de François Ier ; il mourut en effet quelques mois avant le début du chantier en 1519 au Clos Lucé d’Amboise. En effet, parmi les dessins que Vinci laissa, celui des escaliers à double-hélice a notamment été retrouvé, ainsi que des structures en croix grecque — deux éléments caractéristiques du projet initial du château de Chambord. Il est aussi probable que l’assistant de Vinci, Dominique de Cortone, ait collaboré : dès 1517, il manufacture la maquette en bois qui sera retrouvée à Blois par l’architecte de Louis XIV, Félibien.

### Chantier
Le chantier de Chambord fut l’un des plus importants de la Renaissance. Environ 220 000 tonnes de pierres sont nécessaires. À défaut de pouvoir dévier le cours de la Loire, selon le vœu de François Ier, le Cosson a finalement été détourné par un canal qui alimente les douves.
La vie au château était rude, d’autant qu’il fut construit sur des marécages. Beaucoup d’ouvriers moururent de la fièvre pendant la construction. Les charpentiers auraient enfoncé des pilotis de chêne jusqu’à 12 mètres de profondeur, afin d’établir les fondations du château sur un solide pilotis au-dessus de l’eau. Des fouilles préventives réalisées en février 2007 révélèrent néanmoins que la tour sud-ouest s’appuie sur un enrochement calcaire. Ces fouilles mirent aussi au jour une structure circulaire en moellons, vestiges d’une tour du château médiéval qui s’y élevait avant la construction de l’actuel château.
Des chariots arrivèrent du port de Saint-Dyé pour décharger tous les matériaux et en particulier la pierre de tuffeau utilisée pour la construction ; c’est une pierre blanche, tendre et friable. Les tailleurs de pierre, comme les autres ouvriers, n’avaient pas de salaire fixe et étaient payés « à la tâche » : ils étaient des tâcherons. Sur chacune des pierres qu’ils taillaient, ils gravaient leur marque. Cette signature permettait au trésorier d’évaluer leur travail et de les payer ; elle se retrouve sur certaines pierres n’ayant pas été graffitées par la suite lors de l’ouverture du château au public.

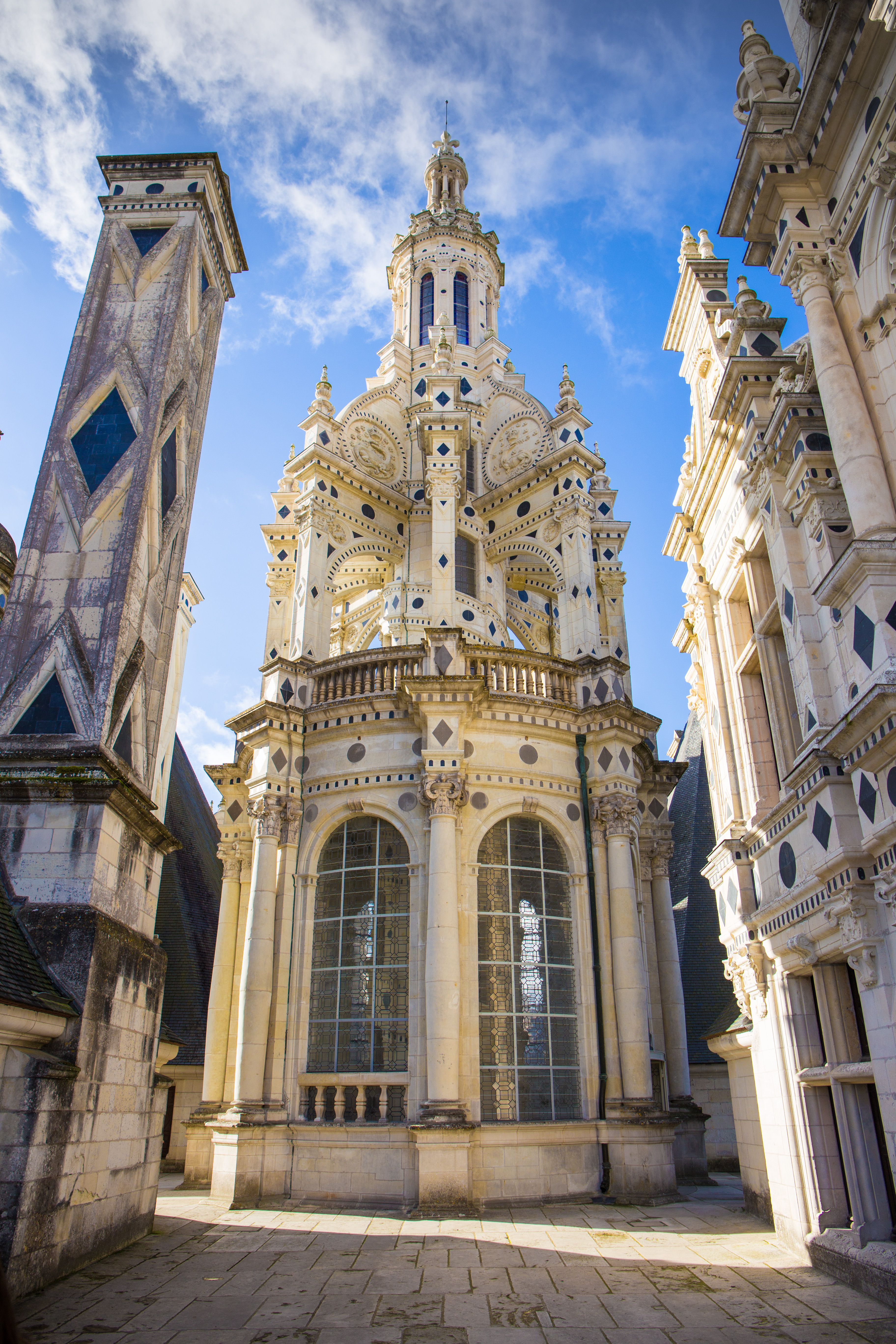
Tour de l’escalier à double révolution.

### Plan
Le plan centré du château repose sur un corps central parfaitement carré en croix grecque, comme celui de plusieurs églises italiennes de l’époque, dont la nouvelle basilique Saint-Pierre de Rome construite au même moment. Cela dit, ce plan restait jusque-là rarement utilisé pour des bâtiments laïques. Ce corps central, conçu initialement comme bâtiment unique du château (cf. le plan annoté en légende), sera appelé par la suite le « donjon », car même s’il n’a jamais eu aucune vocation à la défense, François Ier remaniera assez vite le plan du château de Chambord par l’ajout de deux ailes, ainsi que d’une enceinte, se calquant sur le modèle des châteaux forts du Moyen Âge. La particularité est la rigoureuse orientation des diagonales de son donjon suivant les axes nord-sud et est-ouest, ses tours marquant exactement les quatre points cardinaux. Ce donjon quadrangulaire avec quatre tours d’angle circulaires (dernier château royal à adopter cette disposition) orientées vers les quatre points cardinaux, est organisé à partir d’une salle en croix séparant quatre cantons pourvus chacun d’un appartement à chaque étage.
Les anomalies dans la symétrie du plan actuel du donjon ont été l’objet de nombreuses interrogations. Elles ont longtemps été attribuées à une « initiative malheureuse des bâtisseurs » ou à des maladresses de chantier ayant contrarié une symétrie de plan originelle se déployant de part et d’autre des vestibules en croix selon une symétrie axiale. Cette hypothèse a longtemps constitué l’interprétation la plus répandue.
Confirmant une proposition avancée dès 1973 par Michel Ranjard, les résultats des recherches archéologiques menées au début du XXIe siècle par Caillou et Hofbauer ont établi que les anomalies du plan du donjon constituent les vestiges d’un projet initial volontairement asymétrique en façade, et organisé selon une symétrie centrale autour du grand escalier (disposition en « svastika » dite aussi en « ailes de moulins »). Il est probable que ce bâtiment hélicoïdal devait à l’origine comporter un escalier central à quatre volées, non réalisé, mais décrit ultérieurement par John Evelyn et Andrea Palladio.
Rappelant les travaux de Léonard de Vinci sur les turbines hydrauliques ou l’hélicoptère, ce plan rotatif particulièrement dynamique et sans équivalent connu pour cette époque aurait ainsi constitué le premier projet, lors de l’ouverture du chantier de Chambord en 1519. La mise au jour d’anciennes maçonneries dans le sous-sol du donjon et les prospections géophysiques menées par Caillou et Hofbauer en 2003 indiquent que ce premier projet fut abandonné alors que les fosses d’aisance du donjon étaient presque achevées. Cette symétrie novatrice aurait été abandonnée dans le cadre de l’ajout des ailes et de l’enceinte.
À l’intérieur du donjon se trouvent cinq niveaux habitables, avec quatre appartements carrés et quatre appartements dans les tours rondes par niveau. Entre les appartements, quatre couloirs venant des « quatre parties du monde » (découpées par les deux axes nord-sud et est-ouest) mènent à l’escalier à double révolution au centre. Le roi François Ier, dans un second temps, étend le château d’un quadrilatère et, abandonnant le canton [le quart] nord, installe ses appartements (plus vastes) dans l’aile nord. Une chapelle est construite dans l’aile occidentale, dont l’entrée ouvre plein est. Elle fut achevée par Jean le Humble sous le règne de François Ier. Cette position de la chapelle est rare pour l’époque : si le roi avait voulu se placer en direction de Jérusalem, pour montrer qu’il est le détenteur du pouvoir spirituel dans son royaume, il se serait installé dans la partie est ; or, c’est là qu’il logea Charles-Quint en décembre 1539.
Pour les raisons énoncées plus haut, il est probable que l’escalier à double révolution [ou double vis] placé au centre de l’édifice soit de Léonard de Vinci ou, en tout cas, inspiré de ses croquis. Comme son nom l’indique, il comporte deux volées d’escaliers suivant un schéma de double hélice, à la manière des deux troncs enlacés qui représentent l’arbre de vie au Moyen Âge. Deux personnes qui empruntent chacune une volée de marches peuvent s’apercevoir par les ouvertures, mais ne peuvent se rencontrer. À chaque étage, l’escalier se déploie en quatre vestibules formant une croix. À son sommet, il donne accès à la grande terrasse — elle aussi inspirée par Léonard — qui fait le tour du donjon et offre une vue sur les cheminées monumentales. Cet escalier est surmonté d’une tour-lanterne bien reconnaissable de l’extérieur, évoquant le clocher d’une chapelle.
Le deuxième étage est également remarquable par ses quatre salles qui gardent encore quelque trace de l’or et de la peinture dont elles étaient revêtues. Ces salles comportent chacune quatre-vingts caissons sculptés qui alternent les symboles royaux : salamandre parfois entourées de semis de flammes en forme de lys, et monogramme « F » couronné, accompagné d’une cordelette nouée représentant des 8 formés par le nœud en « lacs d’amour », emblème de sa mère, Louise de Savoie. Certains monogrammes de l’escalier à hauteur des terrasses sont tracés à l’envers de manière que Dieu du haut du ciel voie la puissance du Roi. Les salamandres de Chambord illustrent la devise de François Ier, nutrisco et extinguo (Je me nourris du bon feu et j’éteins le mauvais feu).
Arrivé sur la terrasse, le visiteur peut remarquer que l’escalier est surmonté d’une tour-lanterne qui s’élève à 32 mètres et surmonte toutes les cheminées de Chambord. Son sommet est coiffé d’une fleur de lys, symbole de la monarchie française. Les terrasses sont encadrées de tourelles et de lucarnes parées de marqueterie de tuffeau et d’ardoise. Les tours, tourelles, clochetons, cheminées et lucarnes sont ornées de médaillons, losanges, carrés, demi-cercles et triangles en ardoise qui évoquent les incrustations de marbre noir de la Chartreuse de Pavie où François Ier fut prisonnier.
La création de cette terrasse a mis en œuvre un dispositif de construction original. Les dalles ne sont pas jointoyées, laissant passer les eaux pluviales, qui tombent sur un toit de tuiles plates reposant sur un maillage de murets de pierre appuyés sur les voûtes des pièces du dernier étage. Ainsi, l’usage de support des dalles est très clairement distinct de l’usage d’étanchéité, assuré par le toit caché dans les maçonneries. De là, l’eau s’écoule vers un chéneau aménagé tout autour sur la corniche. Cette solution inédite en France pourrait dater des années 1537-38. Elle fut reproduite quelques années plus tard sur les terrasses du château de Grignan.
La principale pierre de construction utilisée au château de Chambord est le tuffeau blanc, calcaire tendre réputé comme pierre de construction et de sculpture, mais à forte porosité. Il est soumis à de nombreuses altérations, notamment la desquamation en plaques due à la formation de gypse, principalement en raison de la combustion du pétrole et du charbon à la fin XIXe siècle. Des chantiers de restauration relatifs au tuffeau du château sont ainsi régulièrement lancés. Les pierres de remplacement utilisées proviennent de carrières proches de Valençay, qui produisent un tuffeau dont les caractéristiques (grain fin, couleur) sont jugées les plus proches de la pierre d’origine.

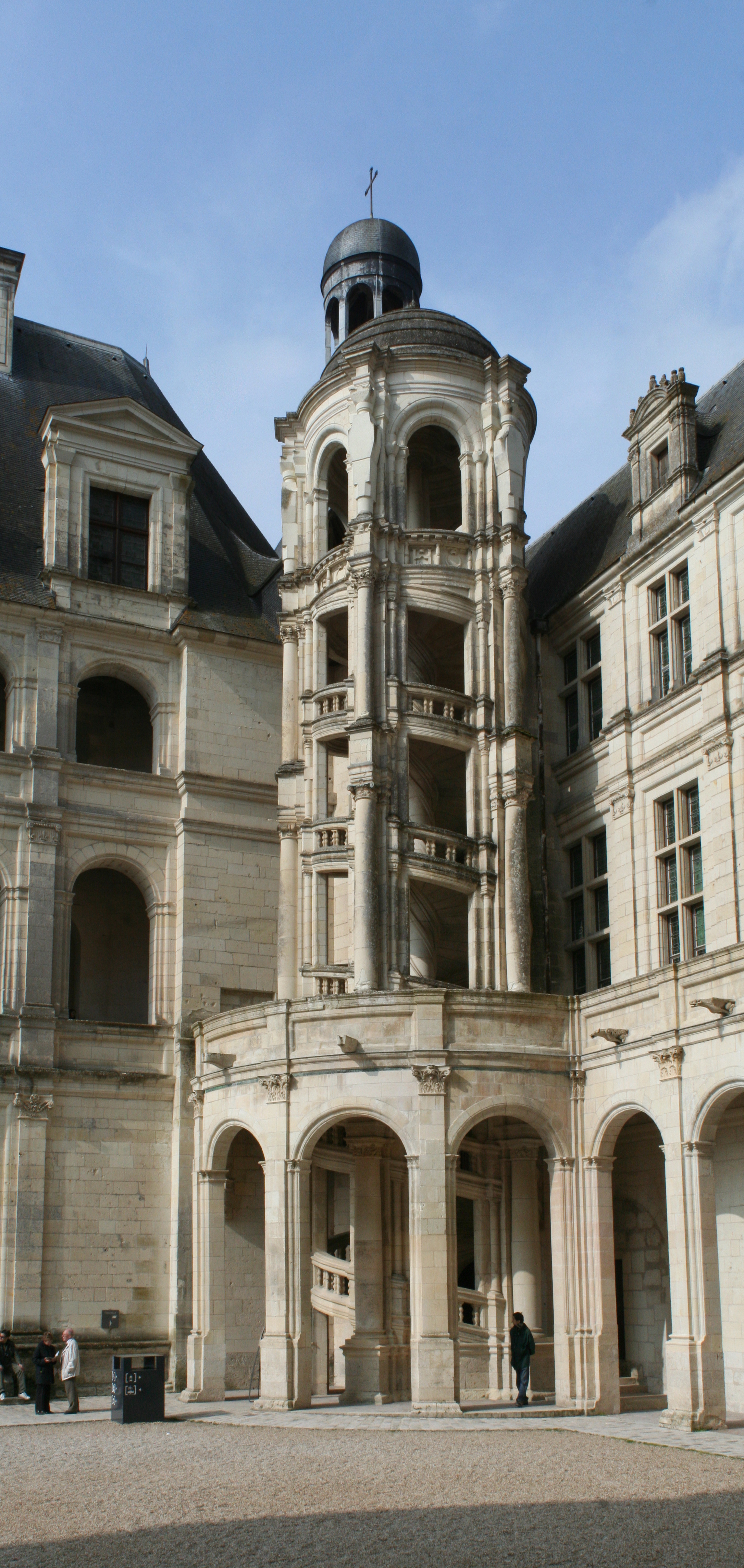
Escalier hélicoïdal.
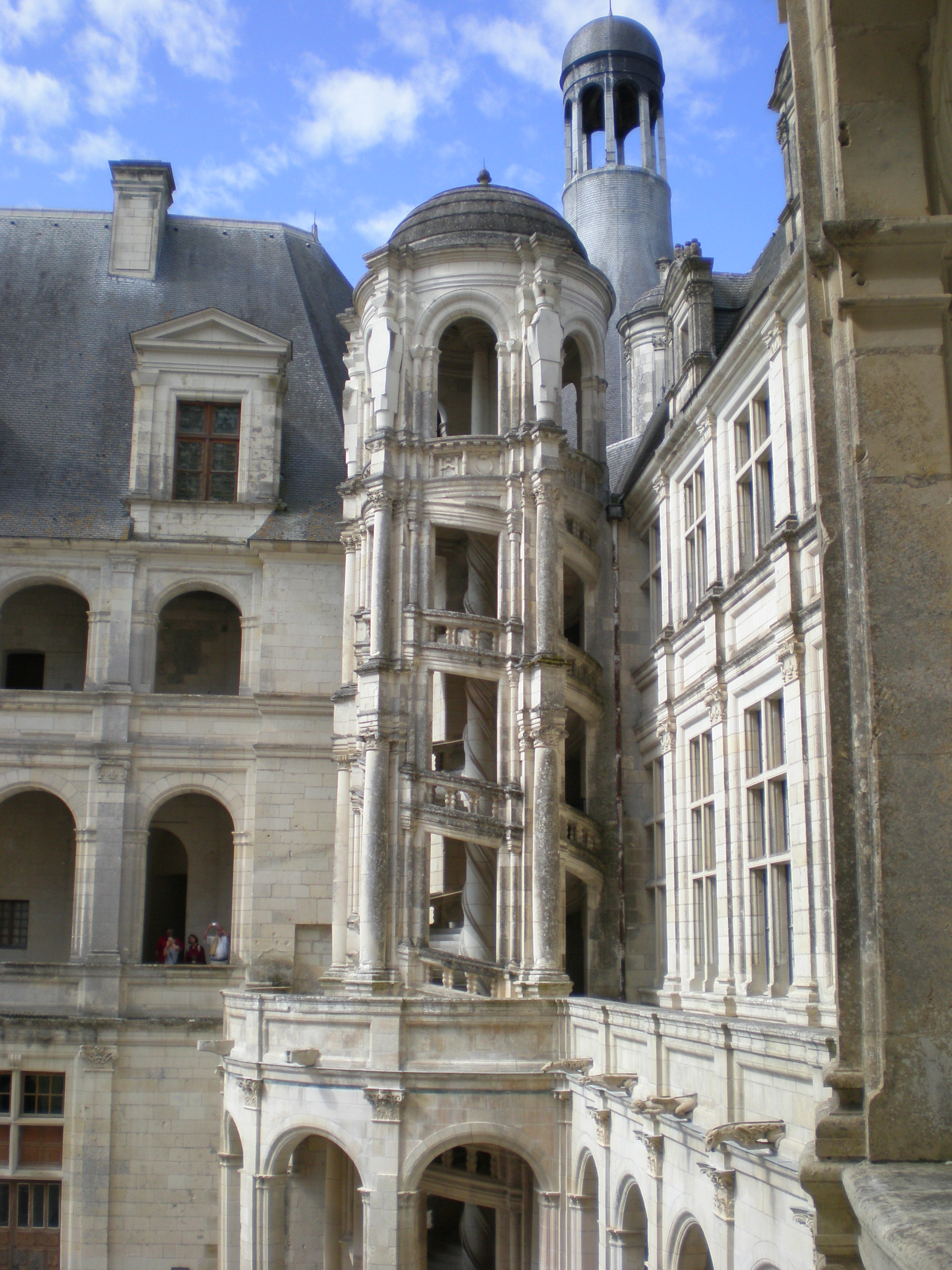
Escalier extérieur.
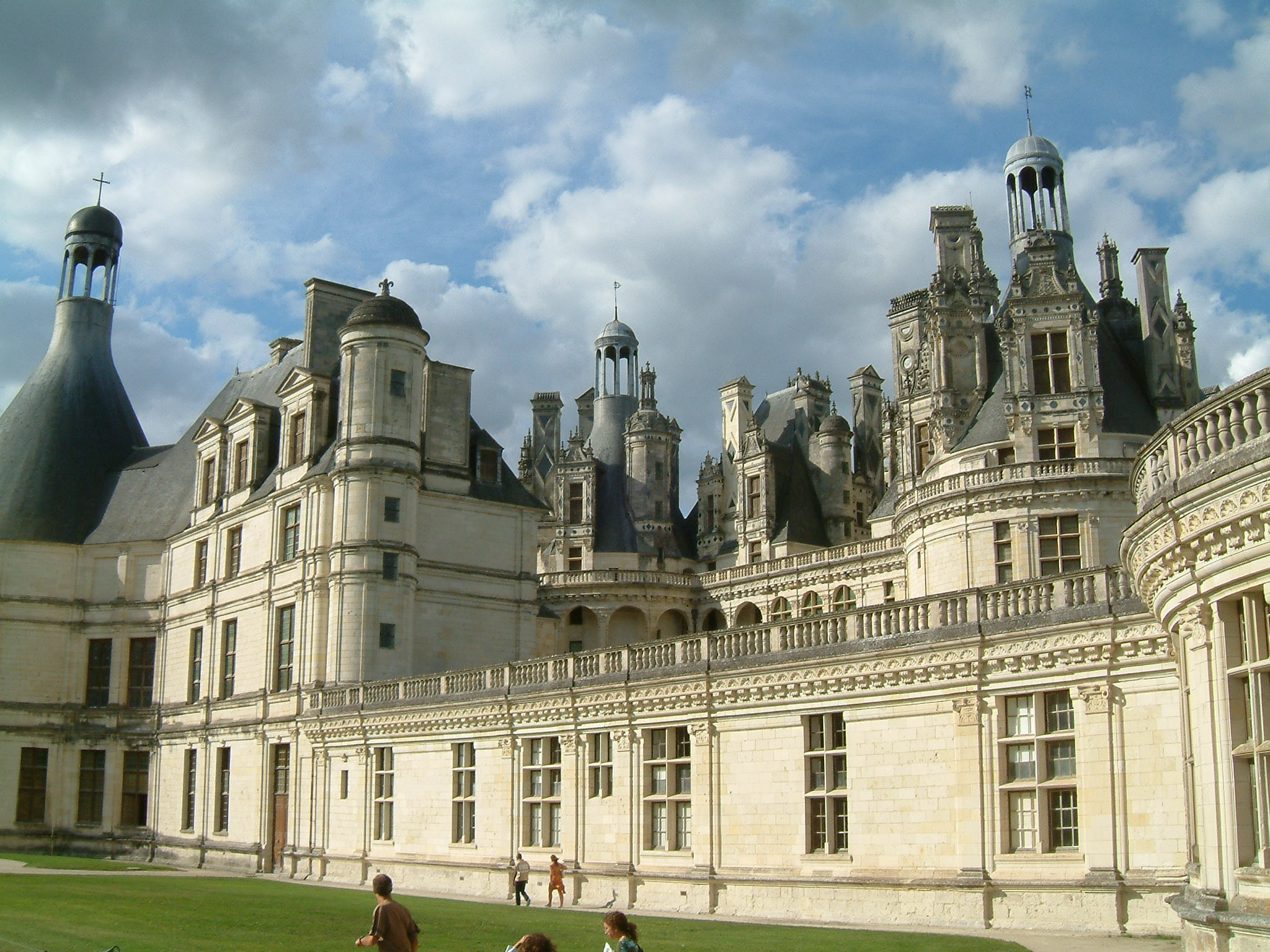
Terrasses à l'italienne couronnées de balustrades sculptées, hérissées de lanternons, lucarnes, petits dômes et clochetons.
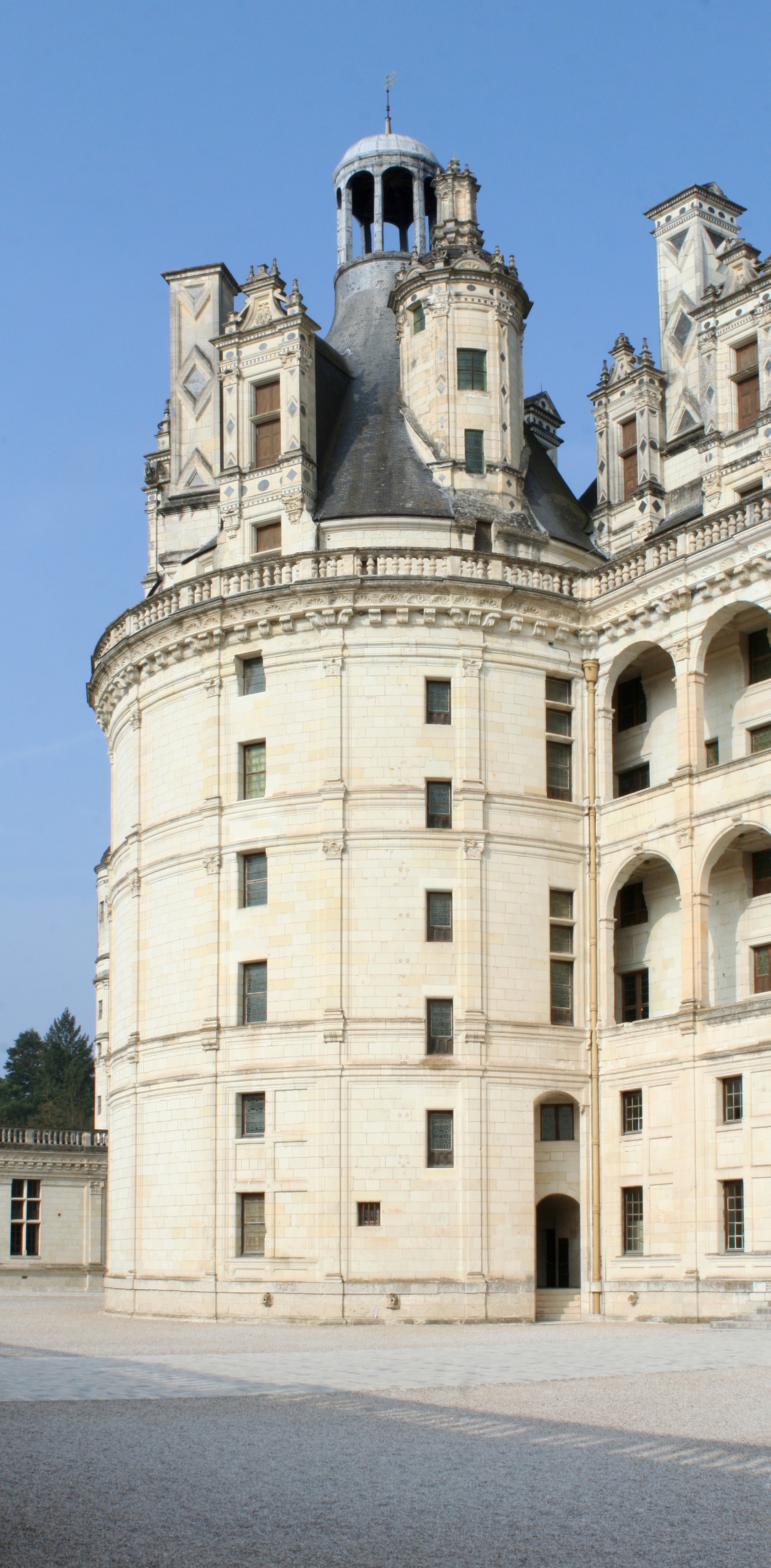
Tour sud.
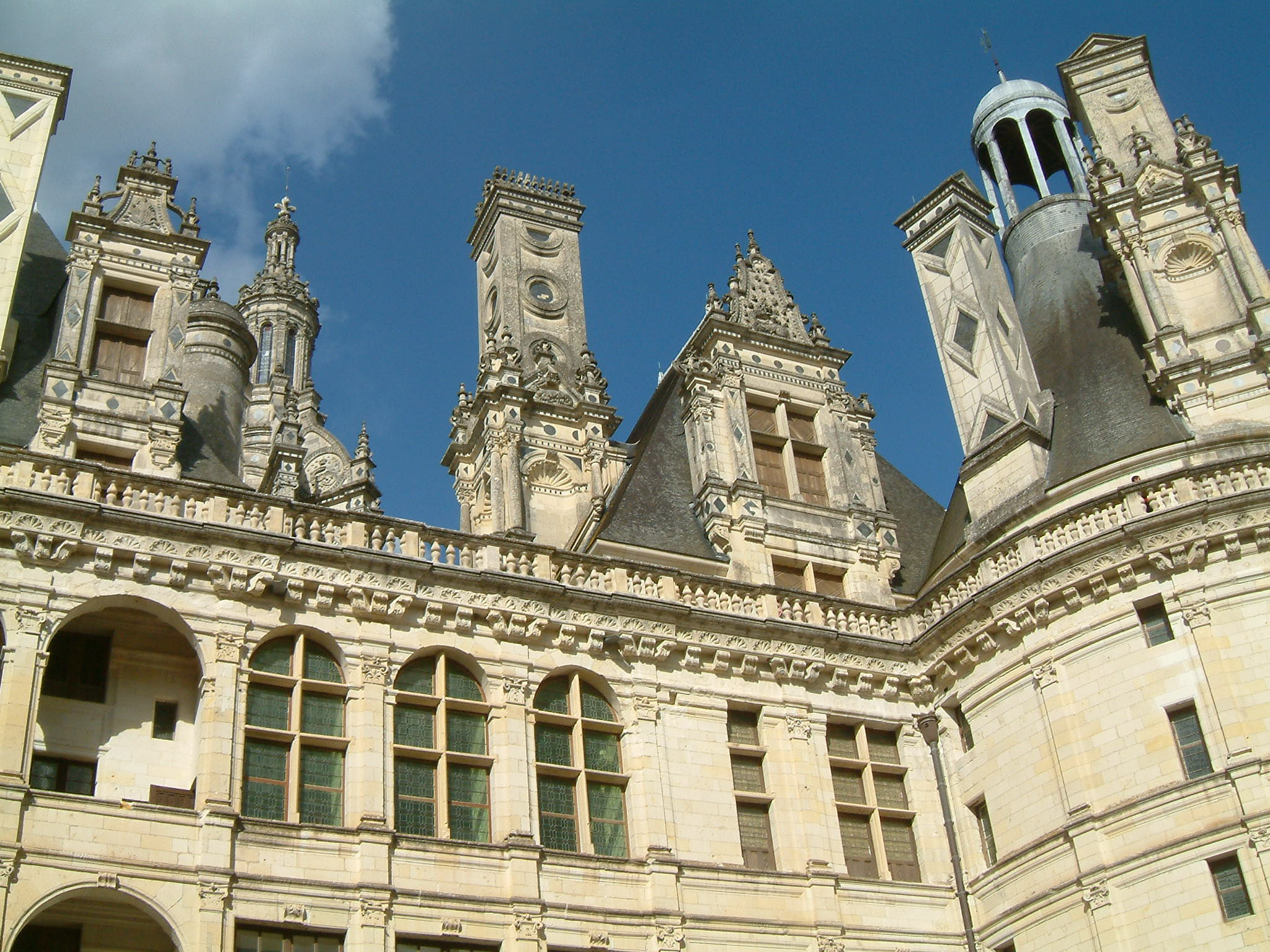
Les travées sont rythmées par des fenêtres à meneaux et des loggia encadrées de pilastres dont les corbeilles des chapiteaux sont ornées de fleur de lys ou de croissant entre deux palmettes.
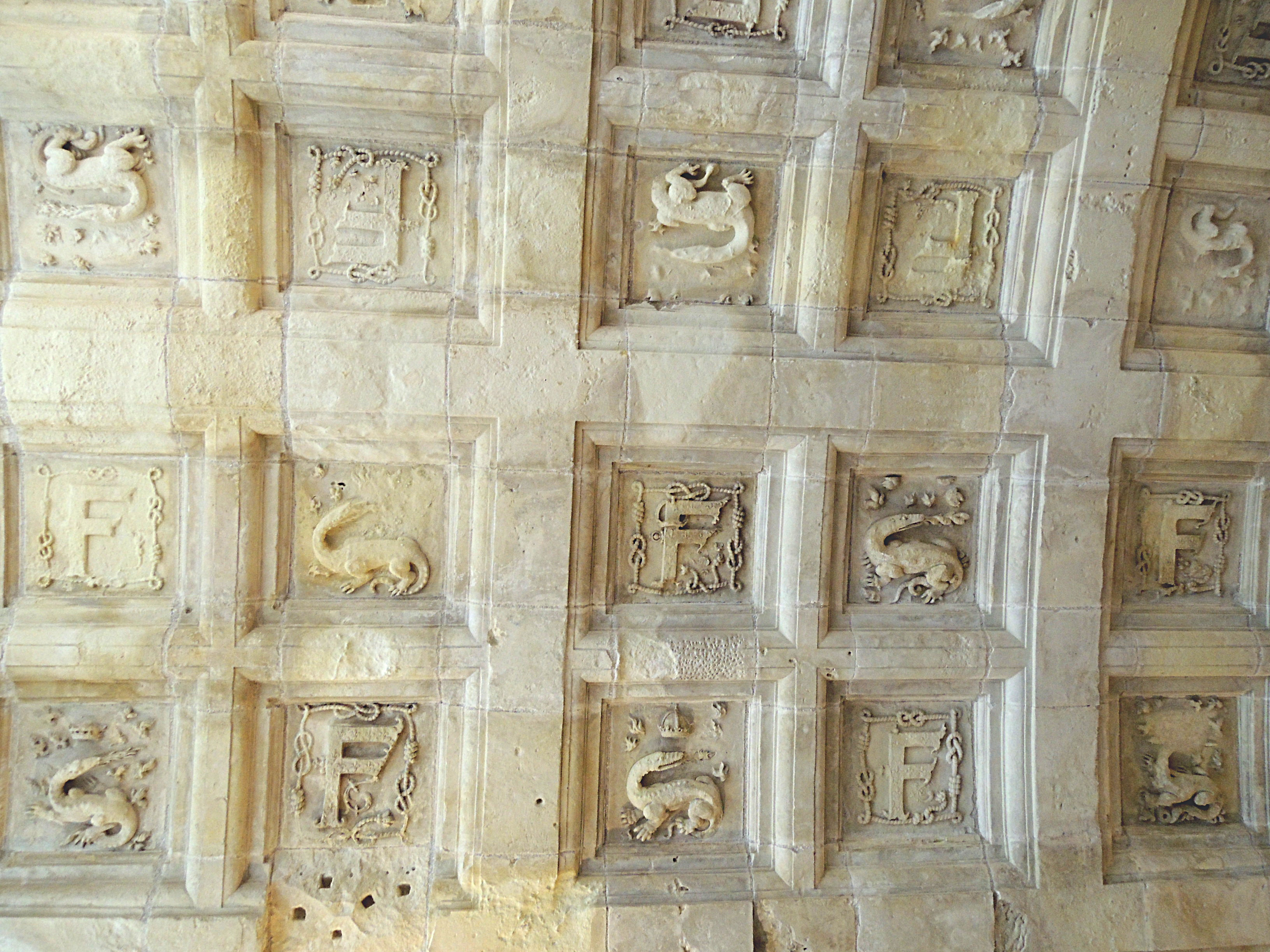
80 caissons d'une salle cantonnant le donjon.

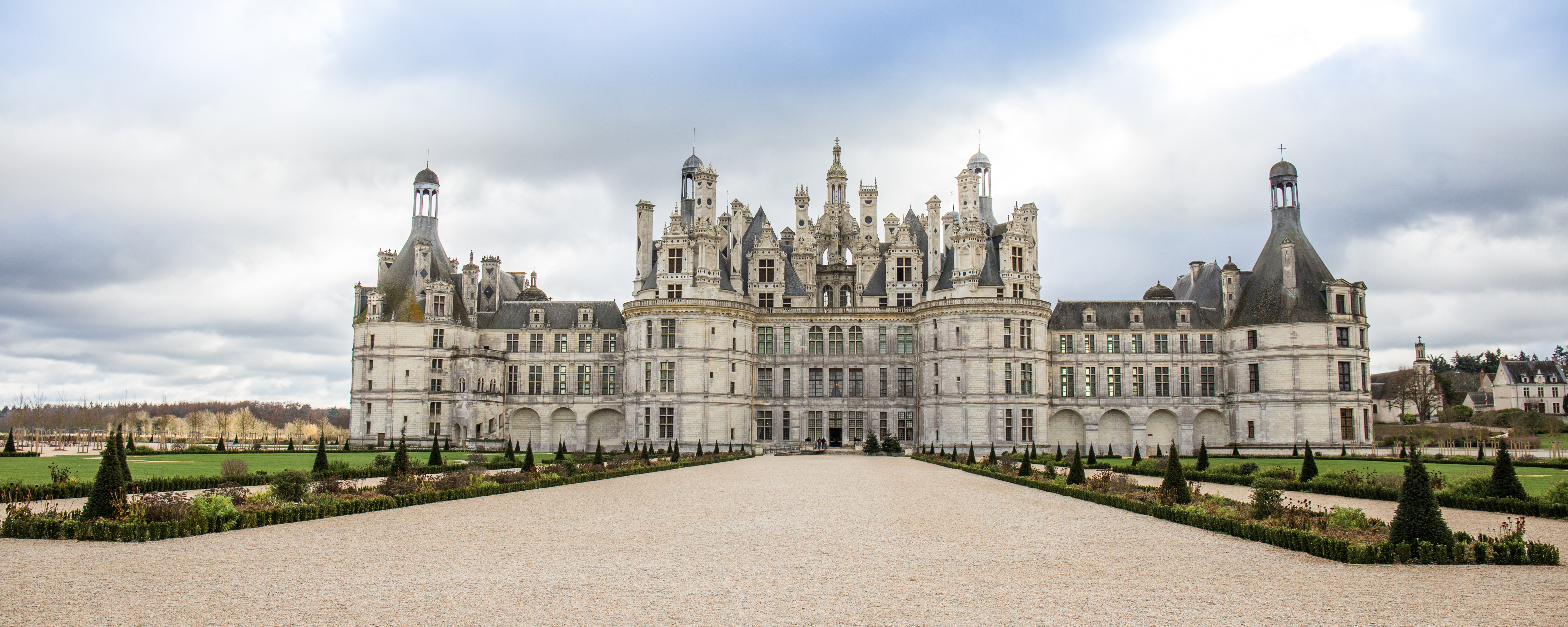
Façade nord.
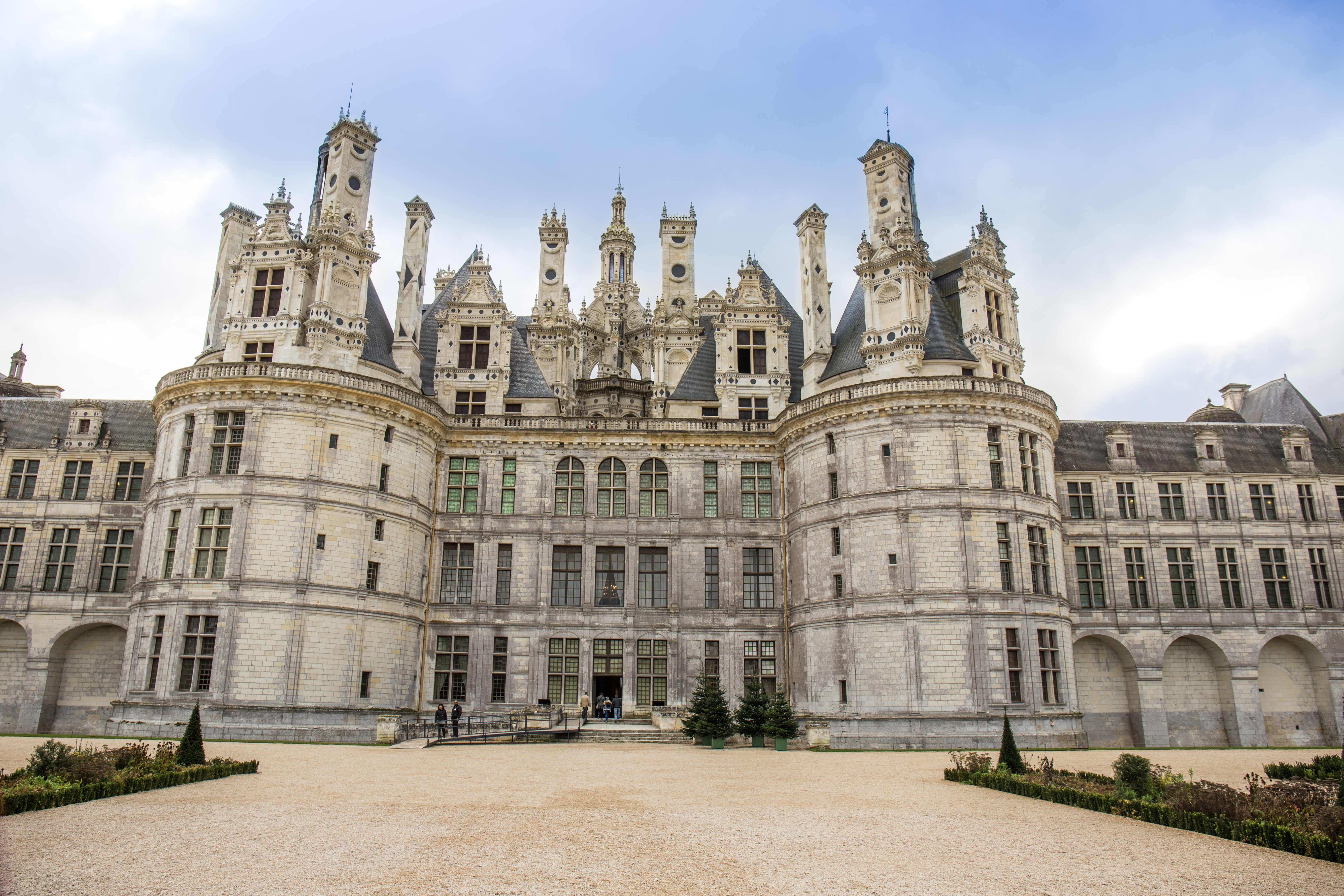
Façade.
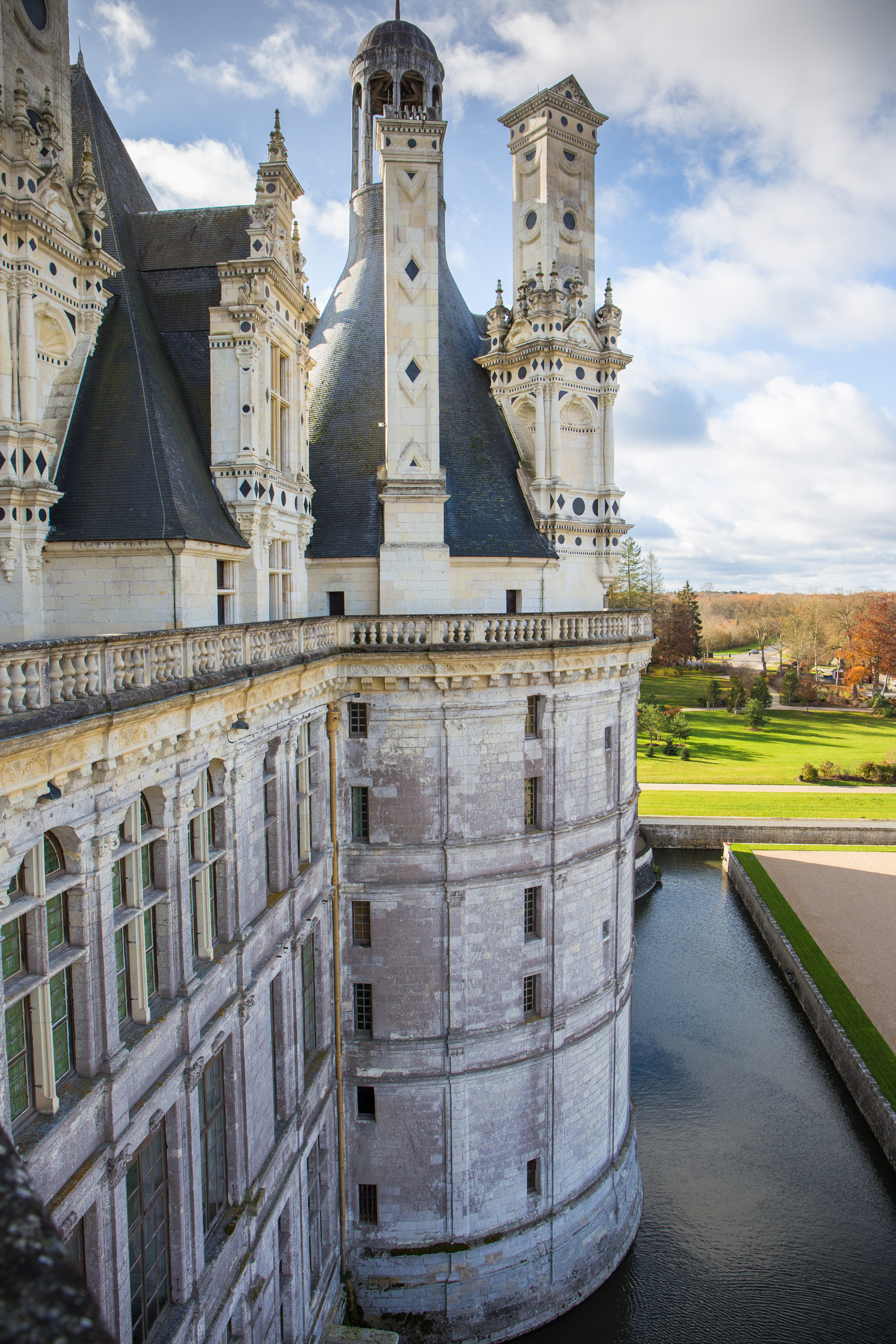
Tour Ouest.
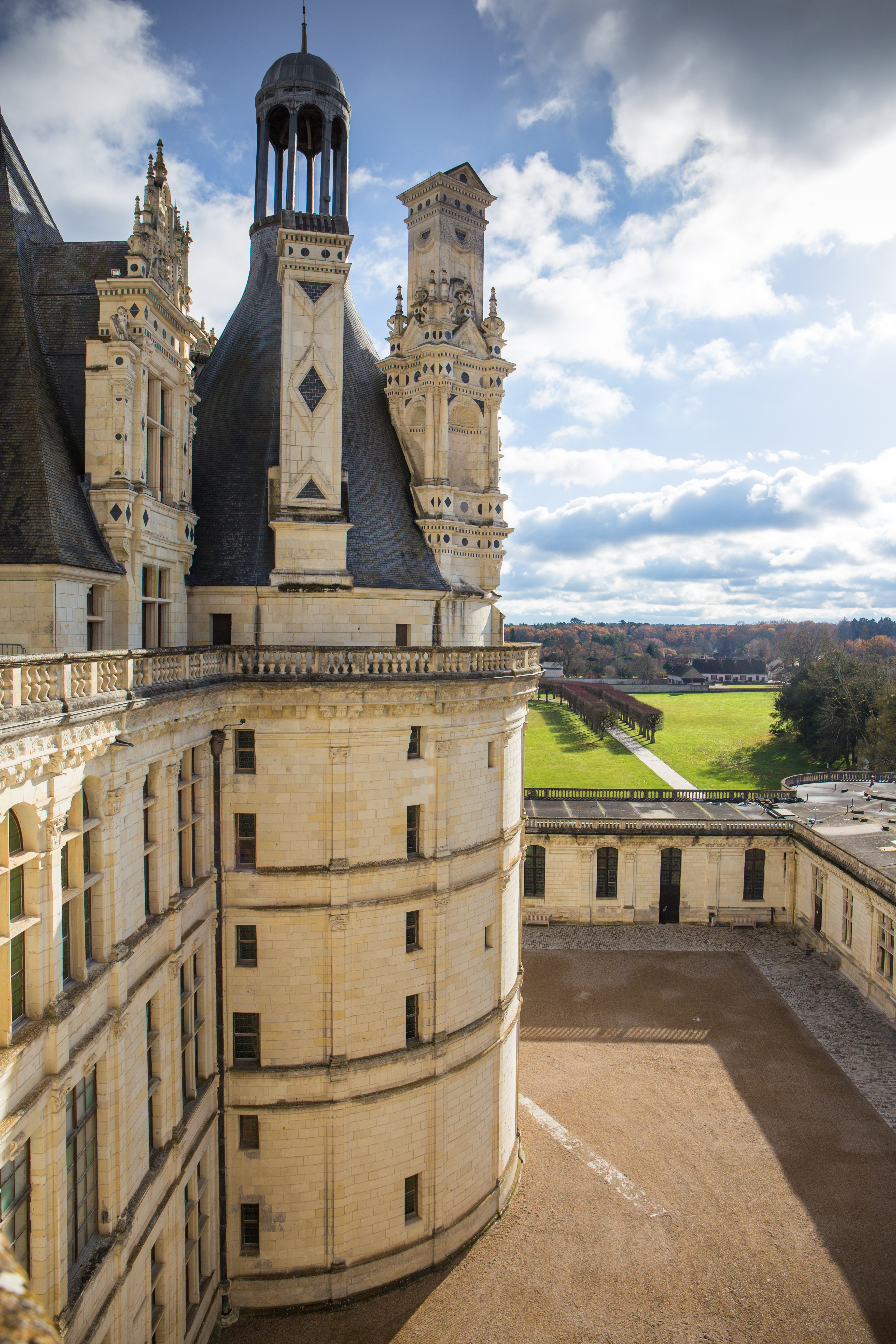
Tour Sud.

### Le logis du roi
D’abord installé dans le donjon, François Ier transfère son logis dans l’aile est, accessible par une galerie et un escalier à vis. L’aile est composée de deux chambres, de deux cabinets, d’un petit oratoire et d’une salle de conseil de 270 m2.

### L’appartement de parade
Afin de se conformer aux règles de l’étiquette en vigueur sous son règne, Louis XIV réunit en 1680 les deux appartements situés le long de la façade nord en faisant condamner le vestibule nord. L’appartement devient plus tard un appartement de parade. Il est visité aujourd’hui tel qu’il a été décoré pour le maréchal de Saxe.

### L’appartement de la reine
Occupé successivement par Marie-Thérèse d’Autriche et Madame de Maintenon, l’appartement de la reine est situé dans la tour adjacente à l’appartement du roi. Il servira plus tard de salle à manger au XIXe siècle pour la duchesse de Berry.

### Salle des carrosses
Dans une des salles du château, on retrouve des voitures à cheval qui n’ont jamais été utilisées et qui ont été réalisées pour le « comte de Chambord » en 1871 par les carrossiers Binder. La sellerie est l’œuvre de la maison Hermès.

### Musée du comte de Chambord
Un des quartiers du château a été aménagé pour exposer divers objets ayant appartenu au « comte de Chambord ». On y retrouve sa collection de jouets militaires, sa vaisselle et son argenterie, un lit d’apparat, des gravures et des portraits.

## Politique
Le comité des chasses présidentielles, gérant les chasses dépendantes des domaines du président de la République, a organisé à Chambord des journées de chasse offertes au nom du président de la République française à ses invités.
Le chancelier de la République fédérale d’Allemagne Helmut Kohl et le président de la République française François Mitterrand se sont entretenus le 28 mars 1987 au château de Chambord, dans le cadre d’une discussion visant à harmoniser la position européenne en matière d’armement.
Le prince Charles et son épouse Lady Diana ont visité le château le 9 novembre 1988 dans le cadre d’une visite officielle.
Les chasses présidentielles ont été abandonnées par le président Nicolas Sarkozy le 14 décembre 2007 et remplacées par des battues de régulation ou des captures pour d’autres sites, la population de cerfs et biches s’accroissant par exemple de 30 % par an (200 animaux, dont près de la moitié capturés).
Le président de la République française, François Hollande, a visité le château le 19 décembre 2014 dans le cadre d’une visite officielle.
Le président de la République française, Emmanuel Macron, fête son quarantième anniversaire au château le 17 décembre 2017.
Dans le cadre des 500 ans de la mort de Léonard de Vinci, le château est choisi pour accueillir une visite d’état du président Italien Sergio Mattarella le 2 mai 2019. Après des visites aux châteaux d’Amboise et du Clos Lucé, le président italien et son homologue français Emmanuel Macron, visitent le château de Chambord, le monument étant fermé au public à cette occasion. Ces célébrations réunissent 500 jeunes franco-italiens et de nombreuses personnalités comme l’architecte et politicien italien Renzo Piano, l’animateur de radio et télévision franco-luxembourgeois Stéphane Bern ou le spationaute français Thomas Pesquet.

## Économie

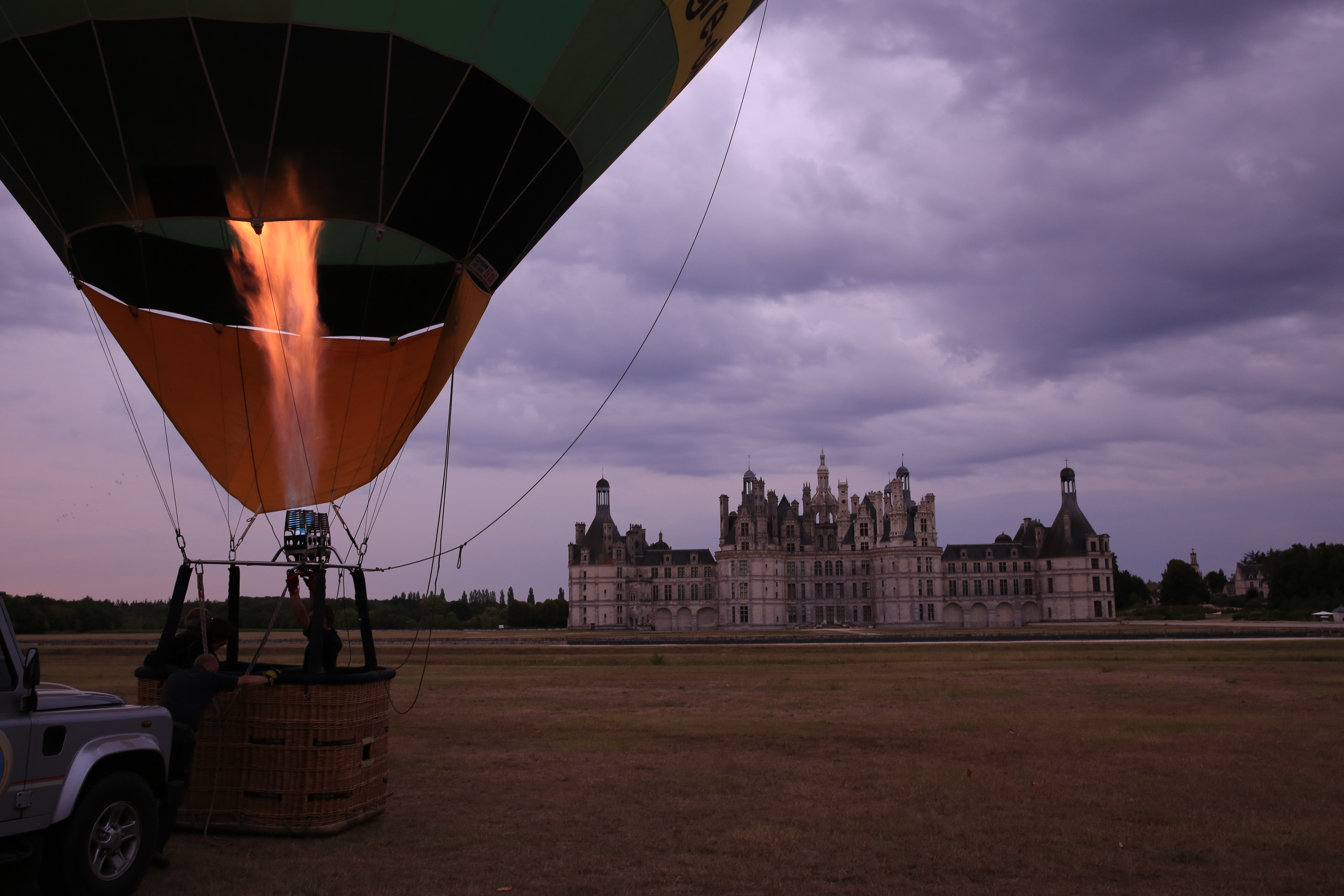
Visite aérienne en montgolfière.

Plusieurs marques ont choisi le nom de Chambord pour nommer un de leurs produits.
Tourisme : visites du château, du parc et de la forêt.
Le village de Chambord comporte quelques maisons à vocation touristique tel que l’hôtel de voyageurs dit hôtel Saint-Michel construit au XVIIIe siècle.
La firme automobile SIMCA a nommé un de ses modèles CHAMBORD.
Entre 2015 et 2017, l’hôtel restaurant Le Grand Saint-Michel est fermé pour rénovation et restructuration. Sa réouverture est prévue pour l’été 2017 sous l’appellation Le Relais de Chambord.
La maison des vins de Cheverny et une halle d’accueil sont construites en 2015 et 2016 entre les parkings visiteurs et la place Saint-Louis.
En août 2019, une marque de matelas haut de gamme au nom de « Château de Chambord ».

### Fréquentation
Le château de Chambord est l’un des monuments les plus visités de France.
| Année | Visiteurs | Année | Visiteurs | Année | Visiteurs | Année | Visiteurs | Année | Visiteurs |
| ----- | --------- | ----- | --------- | ----- | --------- | ----- | --------- | ----- | --------- |
| 1995  | 745 729   | 2002  | 722 948   | 2009  | 716 997   | 2016  | 831 542   |       |           |
| 1996  | 755 857   | 2003  | 647 840   | 2010  | 729 551   | 2017  | 1 050 785 |       |           |
| 1997  | 763 338   | 2004  | 658 293   | 2011  | 779 431   | 2018  | 1 017 836 |       |           |
| 1998  | 753 899   | 2005  | 651 325   | 2012  | 775 744   | 2019  | 1 130 852 |       |           |
| 1999  | 751 378   | 2006  | 658 977   | 2013  | 751 640   | 2020  | 575 905   |       |           |
| 2000  | 749 217   | 2007  | 721 830   | 2014  | 769 220   | 2021  | 707 706   |       |           |
| 2001  | 716 654   | 2008  | 717 822   | 2015  | 783 350   | 2022  | 1 053 943 |       |           |
| 2023  | 1 148 509 |       |           |       |           |       |           |       |           |

## Culture
- Au deuxième étage du château se situe le musée de la chasse et de la nature depuis 1971[97].
- Le château de Chambord a été une source d’inspiration pour de très nombreux artistes depuis le XVIe siècle[98].
- Le château Pangea (lieu où siège le pouvoir du Gouvernement Mondial) du Manga One Piece dans l’œuvre d’Eichiro Oda ressemble comme deux gouttes d’eau à ce château.
- Le château de Chambord figure dans la saison 4 de la série animée des Mystérieuses Cités d’Or[99]. Il cache en vérité la septième et dernière cité d'or. Elle peut se déployer et se replier grâce à un ingénieux système situé dans une grotte secrète sous le château, accessible uniquement en résolvant une énigme liée à l'escalier à double révolution.
- Le château apparaît dans la série Malcolm (S.7-Ep.10) comme décor de fond chez le photographe.

### Expositions temporaires
- Une exposition expliquant comment et pourquoi la France a organisé l’évacuation des œuvres des musées nationaux en utilisant le château de Chambord comme gare régulatrice s’est déroulée du 9 octobre 2009 au 10 mai 2010[47].
- Jean-Gilles Badaire, peintre, illustrateur, 2011.
- Le peintre et sculpteur espagnol Manolo Valdés a exposé ses sculptures représentant des têtes chapeautées à l’entrée du château d’avril à septembre 2010[100].
- Une exposition de 50 toiles du peintre Paul Rebeyrolle a eu lieu du 10 juin au 23 septembre 2012[101].
- Alexandre Hollan, l’expérience de voir, 7 avril - 1er septembre 2013, le domaine de Chambord a exposé une centaine d’œuvres de l’artiste Hongrois, qui se consacre depuis plus de 40 ans à la figure de l’arbre, notamment[102].
- Les Lys et la République : Henri, comte de Chambord (1820-1883) - 15 juin 2013 au 22 septembre 2013. Exposition d’objets personnels et documents d’archives du « comte de Chambord » et de sa famille[103].

### Filmographie
Le château ou la forêt de Chambord ont accueilli le tournage des films suivant :
- 1961 : La Princesse de Clèves de Jean Delannoy avec Jean Marais et Marina Vlady
- 1970 : Peau d’âne de Jacques Demy[104] avec Jean Marais et Catherine Deneuve
- 1978 : Les divisions de la Nature de Raoul Ruiz[105] ;
- 1993 : Louis, enfant roi de Roger Planchon ;
- 1999 : La Fille de son père de Jacques Deschamps[106]
- 2021 : Cœurs Vaillants de Mona Achache
- 2012  : Mais que ce que j'ai fait au bon dieu .
- 2023 : Comme un prince d'Ali Marhyar[107]

### Télévision
Plusieurs fictions destinées à la télévision ont été tournées à Chambord :
- 2008 : La Dame de Monsoreau de Michel Hassan[106] ;
- 2009 : La Reine et le Cardinal de Marc Rivière[106] ;
- 2011 : Le Roi, l’Écureuil et la Couleuvre de Laurent Heynemann[108].

### Documentaires
- 2000 : La vie secrète de la forêt de Laurent Charbonnier[109] ;
- 2004 : Chambord, l’énigme de François Ier de Stéphane Ghez et Sabine Quindou[110] ; une partie du magazine télévisé de vulgarisation scientifique français C’est pas sorcier réalisé par Vincent Basso-Bondini et consacré aux cervidés[111] ;
- 2015 : Chambord - Le château, le roi et l'architecte réalisé par Marc Jampolsky[112],[113] ;
- 2018 : Chambord 1519-2019 : la renaissance réalisé par Vanessa Dubreuil et diffusé sur France 5 en novembre 2018[114] ; Le Festin de Julie présenté par Julie Andrieu et diffusé le 12 décembre 2018 sur France 3[115] ;
- 2019 : Chambord de Laurent Charbonnier[116].

## Manifestations
En 2007, 17 300 scouts unitaires de France se sont rassemblés dans le parc du château durant trois jours, afin d’y fêter les 100 ans de la création du scoutisme par Lord Robert Baden-Powell.
En 2022, un rassemblement réunit l'ensemble des SUF (quelque 33 000 jeunes) à la Pentecôte, dans le parc du château de Chambord. Le domaine national de Chambord annonce lancer une collecte de 50 000 euros pour planter autant d'arbres que de SUF pendant deux ans, plus grande plantation réalisée dans le parc depuis longtemps,. Des importants orages ont contraint le préfet du Loir-et-Cher à ordonner la mise à l'abri des plus jeunes dans le château.

#### Ouvrages
- Pierre Gascar, Chambord : l'image de la cité radieuse et noire, sage et folle, silencieuse et hantée que nous portons tous en nous, Delpire Éditeur, 1962
- Michel Ranjard, Contribution à l’étude du plan de Chambord, Monuments historiques de la France, juillet-septembre 1973
- Jean-Jacques Bouchet, Chambord, Fernand Lanore, 1980, 162 p. (ISBN 978-7-6300-0345-8, lire en ligne)
- Jean Guillaume, Comprendre Chambord, Caisse Nationale des Monuments Historiques et de Sites, 1983
- Jean Martin-Demézil, Chambord, Paris, Société française d'archéologie, 1986, 118 p.
- Christian Trézin, Le château de Chambord, Paris, Éditions du patrimoine, coll. « Itinéraire du patrimoine », septembre 1999, 80 p. (ISBN 2-85822-193-6)
- Monique Chatenet, Chambord, Paris, Éditions du patrimoine, coll. « Monum », octobre 2001, 280 p. (ISBN 978-2-85822-660-3)
- Alain Borer et Dominic Hofbauer, Chambord, Éditions du Patrimoine, 2006, 100 p. (ISBN 978-2-85822-894-2).
- Jean-Sylvain Caillou et Dominic Hofbauer, Chambord, le projet perdu de 1519, Tours, Archéa, 2007, 64 p. (ISBN 978-2-912610-12-6)
- Jean-Sylvain Caillou et Dominic Hofbauer, Chambord, l'œuvre ultime de Leonard de Vinci ?, Dijon, Faton, 2017, 80 p. (ISBN 978-2-87844-228-1)
- (en) Martin Garrett, The Loire : a Cultural History, Oxford University Press, 2010, 221 p. (ISBN 978-0-19-976839-4, lire en ligne)
- Jean-Michel Turpin, Chambord, cinq siècles de mystère, Paris, La Martinière, coll. « Musées », 25 octobre 2018, 191 p. (ISBN 978-2-7324-8498-3)

##### Ouvrages anciens
- Jean-Toussaint Merle, Chambord, Paris, Urbain Canel ; Adolphe Guyot, 1832, 258 p. (lire en ligne)
- Louis de La Saussaye, Château de Chambord, Blois, Hôtel du Grand Saint Michel, 1837, 3e éd., 32 p. (lire en ligne)
- Louis de La Saussaye, Histoire du château de Chambord, Blois et Paris, Chez tous les libraires ; Dumoulin, 1854, 6e éd., 91 p. (lire en ligne)
- Louis Jarry, Le château de Chambord : documents inédits sur la date de sa construction et le nom de ses premiers architectes, Orléans, H. Herluison, 1888 (lire en ligne)
- Henri Guerlin, Le château de Chambord, H. Laurens, 1912, 112 p.
- V. Nadal, Le Château de Chambord : guide descriptif, historique et artistique contenant de belles vues en simili-gravures ainsi plusieurs motifs d'architecture, Blois, 1899, 40 p. (lire en ligne).

#### Articles
- Georges Penet, « Les travaux de J. Hardouin-Mansart à Chambord », Mémoires de la Société des sciences et lettres de Loir-et-Cher, vol. 34,‎ 1963, p. 5-37 (lire en ligne)
- Patrick Ponsot, « Les terrasses du donjon de Chambord : un projet de Léonard de Vinci ? », Bulletin monumental, Société française d'archéologie, vol. 165, nos 165-3,‎ 2007, p. 249-261 (lire en ligne, consulté le 15 août 2014)
- Simon Bryant, Jean-Sylvain Caillou, Dominic Hofbauer et Patrick Ponsot, « Le château de Chambord (Loir-et-Cher) – Un monument trop (peu) regardé », Medieval Europe, 4e congrès international d'archéologie médiévale et moderne,‎ septembre 2007 (lire en ligne)
- Thibaud Fourrier et François Parot, « L’iconographie de Chambord et l’emblématique de François Ier », Réforme, Humanisme, Renaissance, no 79,‎ 2014, p. 225-246 (lire en ligne, consulté le 24 novembre 2020).
- Timothée Bartkowiak, « La Légion d’honneur à Chambord : vers la réhabilitation d’un château d’Ancien Régime », La Revue du Souvenir Napoléonien, no 156,‎ juillet-août-septembre 2018, p. 28-33.
- Timothée Bartkowiak, « Étude des pensées patrimoniales à travers l’exemple du château de Chambord (de la fin du Consulat à la fin du Premier Empire », Bulletin de l’association pour la protection du Vieux Blois et de ses environs,‎ février 2017.
- Thibaud Fourrier et François Parot, « Chambord, 1519 : le début du chantier, nouveaux documents », Annales de Bretagne et des pays de l'Ouest, nos 131-1,‎ 7 mars 2024, p. 121–147 (ISSN 0399-0826, DOI 10.4000/abpo.8787, lire en ligne).